# Азербайджанский язык
Азербайджа́нский язы́к (самоназвание: Azərbaycan dili, azərbaycanca / آذربایجان دیلی، آذربایجانجا / Азәрбајҹан дили, азәрбајҹанҹа [ɑːzæɾbɑjˈdʒɑn diˈli]) — язык азербайджанцев; один из тюркских языков, обычно относимый к юго-западной (огузской) группе, имеющий при этом черты, свойственные языкам кыпчакского ареала.
Является государственным языком Азербайджана и одним из государственных языков Дагестана (Россия). Распространён также в местах компактного проживания азербайджанцев в таких странах, как Иран (Иранский Азербайджан), Грузия (Квемо-Картли), Турция (Карс и Ыгдыр). Современный литературный азербайджанский язык сложился на основе бакинского и шемахинского диалектов. Общее число говорящих — 24-35 млн человек.
По морфологическому строю азербайджанский — агглютинативный и синтетический язык. Лексика включает в себя значительный пласт иранских и арабских слов.
На протяжении XX века азербайджанская письменность менялась четырежды. В настоящее время азербайджанцы пользуются тремя видами письма: арабицей в Иране, латиницей — в Азербайджане и кириллицей — в Дагестане (Россия).
Исторически азербайджанский язык известен под разными лингвонимами. До 1939 года и с 1992 по 1995 год — «тюркский язык», «тюркский язык Азербайджана». Азербайджанцы Ирана именуют свой язык тюркским.
Термин «азербайджанский язык», в разных фонетических вариантах, встречается с первой половины XIX века; официально он был принят в 1936 году. Исторически же язык именовался такими лингвонимами как «тюрки», «туркманский», «татарский».

## О названии

### До XX века
Понятие «азербайджанский язык» появилось в XIX веке, в то время как в Средневековье использовался ряд других обозначений. Барбара Флемминг указывает, что азербайджанский язык назывался тюрки́ (то есть тюркский) или туркмени́, однако оба других литературных тюркских языка (старо-анатолийский/османский и чагатайский) также назывались тюрки (в Мамлюкском государстве староанатолийский турецкий также назывался туркмени). Шахин Мустафаев также пишет, что те, кто писал на азербайджанском языке в Средневековье, например Физули, называли свой язык тюрки, что создаёт путаницу, учитывая, что османский и чагатайский язык назывались так же. Британский учёный Турхан Гянджеи, как и Ш. Мустафаев пишет, что «в азербайджаноязычных текстах домодерновой эпохи язык называется тюркским (тюрки́)». Согласно статье Виллема Флора и Хасана Джавади, в сефевидскую эпоху азербайджанский язык, как правило, называли «тюркским». Например, португальцы в то время называли азербайджанский язык turquesco, остальные европейцы и большинство иранцев — турецким/тюркским или тюрки́.
В XIX веке эти лингвонимы продолжали использоваться. Например в «Обозрение российских владений за Кавказом» (1836) отмечено, что «главным языком Ширвана является широко используемый в Азербайджане туркоманский, именуемый „турки“». Шинья Шионозаки в контексте XIX века пишет, что азербайджанцы называли свой язык «тюркским» и, несмотря на то, что осознавали разницу между другими тюркскими языками и своим языком, не давали ему отдельного названия. В 1841 г. вышедшая на азербайджанском языке в Тифлисе книга по сельскому хозяйству называла язык «Türkije» (в современном языке Türkcə — «по-тюркски»).
В 1840 году российский историк и этнограф И. Шопен свидетельствовал об употреблении азербайджанцами (у Шопена «татарами») лингвонима «тюркский язык» (азерб. Türk dili) по отношению к своему языку:

«Надобно заметить что наименование Закавказских мусульман татарами не основательно, ибо их язык весьма различествует от татарского хотя впрочем оба они имеют один корень — язык Чагатайский. Названия татары и татарский язык оставляются потому только что общеупотребительны. Слова: татары и татарский язык действительно неизвестны народам, которые мы называем татарами; они сами именуют язык свой: Тюркъ-дили».
В предисловии к самоучителю азербайджанского языка 1904 года издания азербайджанский педагог С. М. Ганизаде писал: 

Под названием «татарского языка» я подразумеваю, язык закавказских мусульман, которые отнюдь не называют себя татарами, а называют тюрками и говорят на адербеджанском наречии, на котором говорит вся Адербеджания с главным городом Тавриз.
Тем не менее были и случаи лингвонимической дифференциации азербайджанского языка от других тюркских языков. В Сефевидскую эпоху некоторые авторы называли азербайджанский язык кызылбашским (так, например, поступал поэт Садеги Афшар, а также Абдоль-Джамиль Насири). Алишер Навои называл азербайджанский язык «туркманским», в то время как турецкий язык называл «румским».
Капуцинский миссионер XVII века Рафаэль дю Ман в отношении азербайджанского языка использовал выражение «Turk Ajami». Этот термин многими современными авторами используется как обозначение прямого исторического предшественника современного азербайджанского языка (см. среднеазербайджанский язык).
В ходе русско-персидских войн начала XIX века (1804—1813 и 1826—1828) между Российской империей и Каджарским Ираном северные азербайджанские ханства были захвачены Российской империей, в которой вплоть до революции все тюркские языки, в том числе и азербайджанский, именовались просто «татарскими» языками. Единое же обозначение азербайджанского у русских авторов, посещавших в XVIII и в начале XIX веков Закавказье, отсутствовало. Например, по И. Г. Герберу (ок. 1690—1734) азербайджанский обозначается как «татарский со смесью турецкого» (описание того, что население западной стороны Каспийского моря в основном говорит «по турецки смешано с татарским»); у И. А. Гюльденштедта (1745—1781) как «наречие татарского языка» («наречие их татарского языка почти совершенно сходно с турецким»); по П. Г. Буткову (1775—1857) — «турецкий» или «тюркю». В Иранском Азербайджане, который остался под контролем Каджаров, азербайджанский язык продолжили именовать «тюрки».

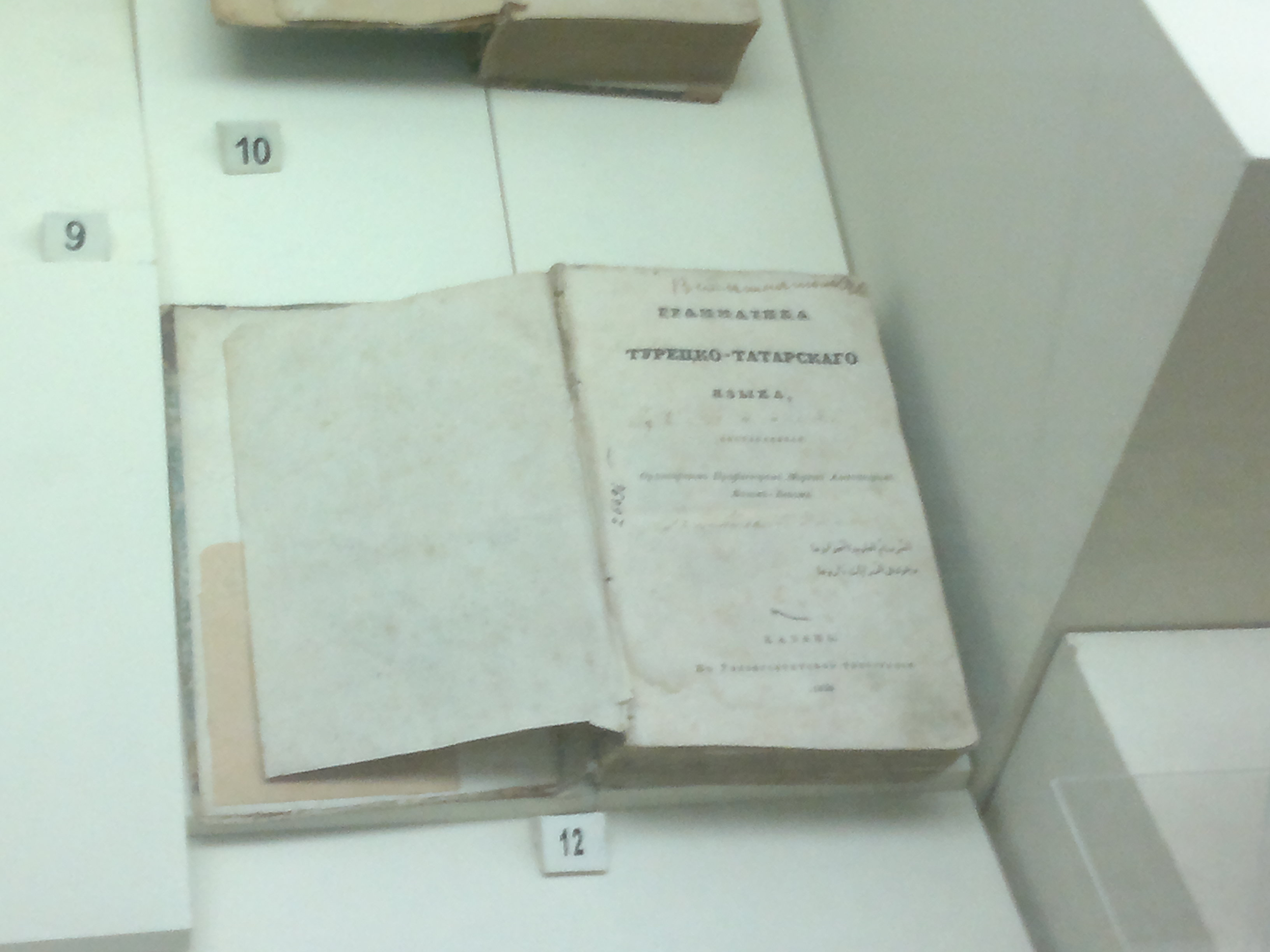
Экземпляр «Грамматики турецко-татарского языка» М. Казембека в Музее истории Азербайджана (Баку)

Начиная с первой половины XIX века можно наблюдать некоторый отход от простого наименования «татарский» с использованием в разной форме дефиниции «адербейджанский». Так, в альманахе «Полярная звезда» за 1825 года была опубликована азербайджанская сказка «Деревянная красавица» (перевод О. Сенковского), где имелась пометка «с татарско-адербийджанского наречия». В своём письме от 1831 года к Н. А. Полевому русский писатель А. А. Бестужев-Марлинский пишет, что ему не удалось нигде найти «адербиджано-татарского» словаря. Впервые научно обосновал и употреблял термин «азербайджанский язык» востоковед и первый декан Факультета восточных языков Санкт-Петербургского университета Мирза Казембек — автор «Грамматики турецко-татарского языка» (1839) и «Общей грамматики турецко-татарского языка» (1846), причём он писал «адербиджанский». Востоковед Б. А. Дорн в своей рецензии на «Грамматику турецко-татарского языка», адресованной в 1841 году Академии наук в связи с представлением этой работы на соискание Демидовской премии, отмечал: «Особенного признания знатоков заслуживают поучения о дербентском, а ещё более о доселе почти вовсе неизвестном, но теперь выясненном Мирзою Казем-Беком адербиджанском наречии, поскольку оба имеют довольно особенностей, поощряющих к дальнейшим изысканиям, и преимущественно адербиджанский, весьма важный для наших кавказских училищ».
В русскоязычной литературе XIX века встречаются указания на то, что наименование азербайджанского языка связано с пограничной персидской провинцией. Например, путешествовавший в 1852 году по Северной Персии И. Н. Березин не только употреблял термин «адербейджанское наречие», но оставил следующее замечание: «В Адербайджане господствует особенное наречие тюркского языка, называемое по имени самой области». В Энциклопедическом словаре Брокгауза и Ефрона Т. XIIIa (1894) также было сказано, что язык называется по имени области в Персии.

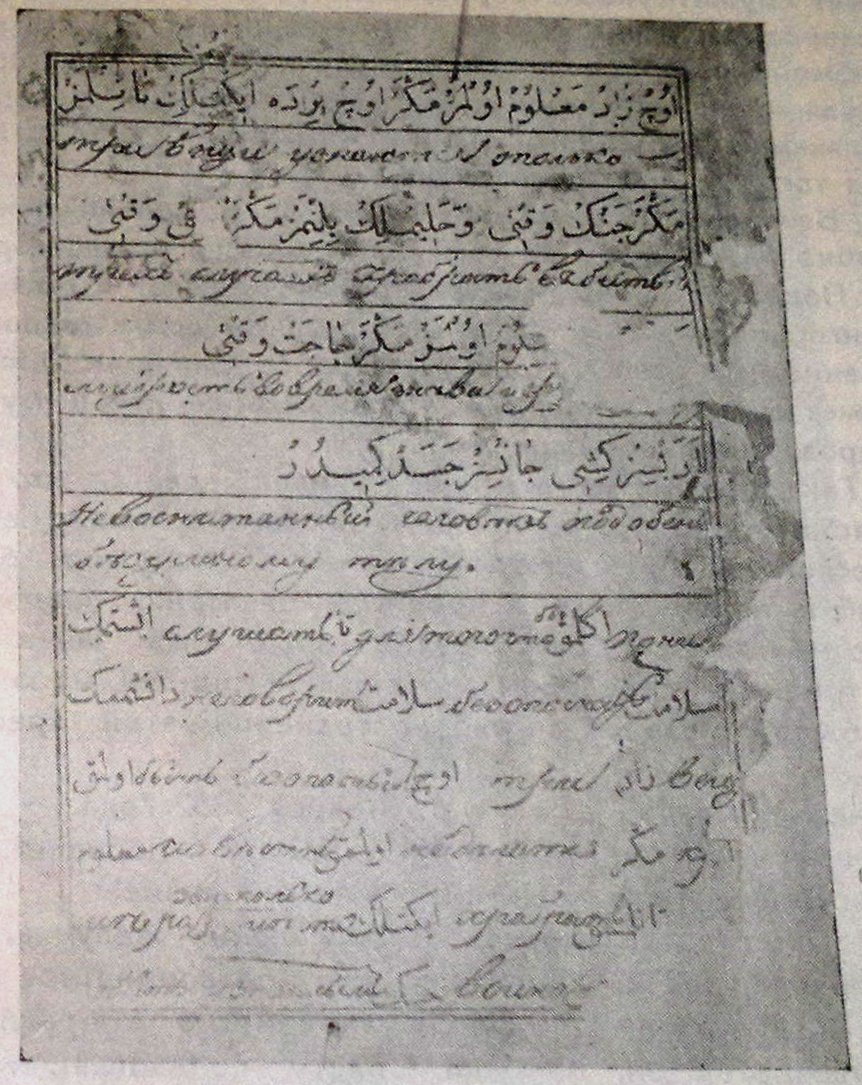
Страница из «Татарской хрестоматии Адербейджанского наречия» (1852). Сост. Вазех и И. Григорьев.

Со второй половины XIX века растёт издание учебных пособий по родному языку, составляемых деятелями азербайджанского просвещения, где в разных формах используется наименование «адербиджанский». В 1852 году вышла «Татарская хрестоматия Адербейджанского наречия» (сост. поэт Вазех и учитель восточных языков Тифлисской гимназии Ив. Григорьев), в 1859 — написан, а в 1861 году издан в Петербурге «Учебник татарско-адербейджанского наречия» (сост. учитель Восточных языков при Новочеркасской гимназии Мирза Абулгасан Везиров). За 1890—1895 годы был издан «Полнейший самоучитель татарского языка кавказско-адербеджанского наречия» С. М. Ганиева (в 4-х частях), который выдержал шесть изданий (последнее вышло в 1922 году).
Как указывает британский литературовед Турхан Гянджеи, к концу XIX века, для дифференцирования от османского турецкого, тюркский Азербайджана стал именоваться «азербайджанским тюркским». В то же время, американский азербайджановед Одри Альтштадт видит в появлении этого термина местного национального самосознания азербайджанской интеллигенции. Примером использование этого лингвонима является, например, издание 1888 года учебника азербайджанского языка «Родная речь» (азерб. Vətən dili) авторства А. О. Черняевского и молодого выпускника Горийской семинарии Сафарали Велибекова и в пять последующих изданий азербайджанский язык именуется «азербайджанским тюрки́». В 1890-е и в начале XX века данный лингвоним был очень популярен в среде азербайджанской интеллигенции и его использовали самые видные писатели. Одри Альтштадт указывает, что, по всей видимости, термин «тюркско-азербайджанский» появился в азербайджанской секции Горийской учительской семинарии. В 1899 году в Баку вышла «Краткая грамматика и синтаксис тюркско-азербайджанского языка» Н. Нариманова, а в 1913 году в Эриване — «Книга тюркско-азербайджанского языка» Дж. Маммедова. Этим лингвонимом пользовались поэт Абдулла Шаиг, драматург Наджаф Везиров, просветитель, публицист и педагог Гасан-бек Зардаби.
В начале 1880-х годов ряд азербайджанских интеллигентов Тифлиса, например, Джалал Унсизаде, приняли лингвоним «Азербайджанский язык».
В 1890 году был выпущен пограничный словарь азербайджанского языка, где он именовался как «Азербейджанский язык».
В 1891 году на страницах газеты «Каспий» журналист Мамед Ага Шахтахтинский выступает против обозначения «татары» и предлагает именовать язык закавказских мусульман «адербеджанским». Издатель газеты «Кешкюль», преподаватель Тифлисского кадетского корпуса Джалал Унсизаде обратился к российским властям с просьбой разрешить ему издавать газету под названием «Азербайджан», мотивируя это тем, что

коренное мусульманское население Закавказья говорит на так называемом азербайджанском наречии и не понимает татарского языка, на котором объясняются крымские и казанские татары, а на языках персидском и арабском говорит лишь незначительный класс пришлого населения… В видах удовлетворения означенной потребности, желая издавать в г. Тифлисе такой орган, новое современное издание в виде газеты с дозволения предварительной цензуры под названием «Азербайджан» на простом народном азербайджанском наречии.

XX век
После младотурецкой революции 1908 года многие азербайджанские интеллигенты стали предпочитать использовать старую форму лингвонима «тюрки» без географической привязки — «тюркский» (азерб. Türki или Türkcə) и «тюркский язык» (азерб. Türk dili). Так, например, азербайджанский филолог Фирудин-бек Кочарлинский всегда называл язык своих переводов Лермонтова и Пушкина «тюркским», так же назван азербайджанский язык в издании 1908 года «Родной речи» Черняевского. Словарь политических, правовых, военных и экономических терминов авторства азербайджанского композитора и публициста Узеира Гаджибекова назывался русско-тюркским, тюркско-русским. Одри Альтштадт объясняет этот переход близостью светской интеллигенции Азербайджана с националистами Османской империи, пришедших к власти в Турции.
27 июня 1918 года государственным языком Азербайджанской Демократической Республики был объявлен «тюркский язык», но не всегда высокопоставленные министры использовали это название в своих документах. Например, военный министр С. Мехмандаров в приказа за февраль 1919 года писал, что «офицерам других национальностей для усвоения командных слов на татарском языке даю месячный срок».
До революции «турецкий» и «тюркский» использовались синонимично. Последствиями событий 1920-х годов в Турции стало то, что «османский» был изъят из употребления и тем самым в русском языке ему на смену пришёл «турецкий». Что касается термина «тюркский», то он стал употребляться лишь по отношению к азербайджанскому языку.
В первые годы советской власти этот лингвоним «тюркский язык» оставался официальным названием азербайджанского языка и массово использовался в публикациях, в том числе и научных, и в официальных документах.
В декрете АзЦИК, касающегося «национализации государственных учреждений», а также в приказе Азревкома об организации Комитета по введению в учреждениях Азербайджанской ССР делопроизводства на азербайджанском языке, указан «тюркский язык». Кроме того, 27 июля 1924 года был издан декрет ЦИК Советов Азербайджана, первый пункт которого гласил: «Государственным языком Азербайджанской Советской Социалистической Республики является тюркский язык». В самой Конституции Азербайджанской ССР 1921 года о языке не было сказано и слова (другой источник пишет, что все же был указан «тюркский язык»), но в вариантах Конституции за 1931 и 1935 годы фигурирует «тюркский». Это же название присутствует в Конституции ЗСФСР 1922 года (в разделе о гербе и флаге).
В 20-е и 30-е годы XX века для обозначения азербайджанского языка также употреблялись такие композиты как азербайджано-турецкий, азербайджанско-тюркский и азербайджано-тюркский. Причина их появления, согласно советско-российскому востоковеду Г. Ф. Благовой — отсутствие единообразного именования складывающейся социалистической национальности, когда в официальных документах фигурировали наименования, указывающие на наименование республики (например, «гражданин Азербайджанской ССР»), а по отношению к языку и народу использовались наименования «тюркский» и «тюрок» соответственно.
Поскольку в официальных документах фигурировали наименования, указывающие на наименование республики (например «гражданин Азербайджанской ССР»), но при этом по отношению к языку и народу использовались наименования «тюркский» и «тюрок» соответственно, то это создавало синонимические затруднения при единообразном именовании складывающейся социалистической национальности. Стремясь достичь такой единообразности, прибегли к словосочетаниям и композитам для обозначения народа и языка. К последнему относились, например, азербайджано-турецкий, азербайджанско-тюркский и азербайджано-тюркский. «Громоздкая старомодность» последних, как писала советско-российский востоковед Г. Ф. Благова, не соответствовало тогдашним требованиям. В связи с обсуждением Проекта Конституции СССР 1936 года этнонимическая терминология, касающаяся названия народов и народностей СССР, была упорядочена. На этом фоне в числе других было принято официальное наименование «азербайджанский язык». Согласно Большой Российской Энциклопедии азербайджанский язык имел название «тюркский язык» или «тюркский язык Азербайджана» вплоть до 1939 года.
Однако большинство западных авторов считает иначе. Американский историк Одри Альтштадт и этнолог Л. А. Гренобль считают, что причиной такого решения была советская политика дифференциации тюркских народов СССР от тюркских народов за её пределами и между собой. Тадеуш Свентоховский указывает, что это решение было обращено к партикуляристским национальным инстинктам, не подверженным пантюркизму или панисламизму. По мнению авторов Энциклопедии Ираника, язык был официально переименован с тюркского на азербайджанский по распоряжению И. Сталина. Сам язык Энциклопедия Ираника называет Azeri Turkish («азербайджанский тюркский»), или просто Azeri («азери»).
Конституция Азербайджанской ССР 1937 года в редакции от 1956 года государственным языком провозглашает «азербайджанский язык» (до этого времени статья о государственном языке в Конституции отсутствовала). То же самое сказано в Конституции Азербайджанской ССР 1978 года.
Вскоре после обретения Азербайджаном независимости, 22 декабря 1992 года, правительство Народного фронта Азербайджана приняло закон о государственном языке, в соответствии с которым язык назывался не азербайджанским, а тюркским. Как указывается Ж. Гарибовой и М. Аскеровой, Народный фронт руководствовался романтическими принципами, ссылаясь на необходимость восстановления исторического названия языка. Против этого решения были те, кто выступал за сохранение названия «азербайджанский» (за это преимущественно выступала русскоязычная интеллигенция, далёкая от общетюркской идентичности), а также те, кто поддерживал название «азербайджанский тюркский» (либеральная интеллигенция). После трёх лет дебатов при принятии Конституции в 1995 году государственным языком был указан «азербайджанский», а не «тюркский» язык.
Термин «тюрки» до сих пор является общепринятым названием азербайджанского языка в Иране.

### Лингвоним «азери»
В ряде европейских языков, например, английском и французском, а также в турецком к азербайджанскому языку также применяется лингвоним «азери».
Это название употреблялось рядом средневековых арабских авторов (Балазури, Якуби, Ибн Хаукаль, Мукаддаси) по отношению к современному им иранскому языку Азербайджана (историко-географическая область южнее реки Аракс, на северо-западе современного Ирана и юго-восточной части современной Азербайджанской Республики), в дальнейшем вытесненному тюркским азербайджанским языком, однако в XIX веке различные авторы в Иране и Европе из-за неосведомлённости о существовании иранского азери думали, что имеется в виду тюркский язык Азербайджана. Фуат Кепрюлю и А. С. Сумбатзаде приводят пример английского востоковеда Г. Л. Штранга, совершившего подобную ошибку, а также коллективную работу каджарского периода «Наме-и Данешваран», где «азери», упоминаемый в рассказе про Хатиба Тебризи, неправильно переведён как «забан-и тюрк» (то есть тюркский язык).
Так или иначе использование данного наименования по отношению к азербайджанскому языку стало распространённым. В первых изданиях БСЭ (1926) и Малой Советской Энциклопедии (1928) фигурируют два названия — «азербайджанский» и «азери» (по БСЭ как «наречие азери»). Василий Бартольд в одной из своих стамбульских лекций (1926) констатировал, что слово «азери», ранее обозначавшее иранский диалект, стало названием «турецкого наречия» Азербайджана. Владимир Минорский в 1937 году указывал, что название «азери» особенно широко распространено во французской литературе. Например, французские переводы 1880-х годов пьес Мирза Фатали Ахундзаде (Ахундова) указывались, как сделанные с «тюркского азери» (фр. turc azéri).

## Классификация
Азербайджанский язык обычно относят к юго-западной (огузской) группе тюркской ветви алтайской языковой семьи. Вместе с тем, существует множество вариантов классификации языков огузского ареала и перечень составляющих её близкородственных идиомов.
В «Обозрении российских владений за Кавказом» 1836 года азербайджанский язык относится к «чигатайскому корню», то есть юго-западной ветви. Первую научную классификацию тюркских языков дал востоковед И. Н. Березин, выделивший 5 языков в турецкую (западную) группу: азербайджанский, анатолийский, дагестанский, крымский и румелийский. Востоковед-тюрколог XIX века В. В. Радлов (1882) со своей стороны выделил азербайджанский вместе с турецким и туркменским языками и некоторыми южнобережными говорами крымскотатарского языка в южную группу тюркских языков.
Филолог Ф. Е. Корш (1910) выбирал при классификации отдельные признаки, которые охватывают большие ареалы. По его предположению тюркские языки первоначально разделялись на северную и южную группу и из последней выделились западная и восточная. К западной он относил азербайджанский, турецкий (османский) и туркменский. Турецкий филолог и историк М. Ф. Кёпрюлюзаде (1926) рассматривал азербайджанский язык как чисто огузский. По классификации лингвиста, востоковеда-тюрколога С. Е. Малова азербайджанский вместе с туркменским, турецким, саларским, кыпчакско-половецким и чагатайским языками включён в состав новых тюркских языков. В версии, предложенной лингвистом В. А. Богородицким (1934) — азербайджанский, гагаузский, кумыкский, турецкий и туркменский языки составляют юго-западную группу, с которой ряд сходных черт имеет чувашский язык.
По классификации немецкого лингвиста И. Бенцинга (1959) азербайджанский — один из трёх современных языков (наряду с турецким и туркменским) южной (огузской) группы, но в определении он по большей части основывался на географическом принципе группировки языков. Немецко-американский тюрколог, профессор алтайской филологии К. Г. Менгес (1959) в своей классификации учитывает в большей степени историческую основу, но группирование названий у него носит географический характер. По его версии азербайджанский, гагаузский, турецкий и туркменский объединены в юго-западную (огузскую) подгруппу A-группы (центральная и юго-западная) тюркских языков. По версии редакционного комитета книги «Philologiae turcicae fundamenta», изданной в 1959 году, — азербайджанский, турецкий и туркменский языки относятся к южнотюркской подгруппе новотюркской группы тюркских языков.
По классификации, разработанной русским тюркологом Н. А. Баскаковым (1969), азербайджанский вместе с турецким, урумским и южнобережным диалектом крымскотатарского языков образуют огузо-сельджукскую подгруппу огузской группы западнохуннской ветви тюркских языков. Согласно немецкому тюркологу Г. Дёрферу, огузские языки включают азербайджанский, турецкий, туркменский, хорасано-тюркский языки и афшароидные диалекты.

### Сравнение с другими тюркскими языками
Российский лингвист О. А. Мудрак, являющийся ведущим специалистом в области сравнительно-исторического языкознания, ближайшим родственником азербайджанского называет туркменский язык. По крайней мере, связующим звеном между ними, по сути, выступает хорасано-тюркский язык, но он ближе к азербайджанскому, чем к туркменскому. По мнению немецкого тюрколога Г. Дёрфера кашкайский, сонкорский и язык айналлу представляют собой переходные формы между азербайджанским и хорасано-тюркским языками. Наиболее близок к азербайджанскому также халаджский язык.
К отличительным особенностям азербайджанской фонетики относятся частое употребление во всех позициях фонемы ə; наличие mediae lenes (неполных звонких гласных); процессу соноризации и спирантизации подвержен исконный тюркский к // қ; случаи перехода k > ç (к > ч), q > c (г > дж) перед гласными переднего ряда и др. Ряд фонетических особенностей азербайджанского языка сближает его с узбекским, ногайским и кумыкским языками. От других тюркских языков азербайджанский отличается дифференциацией как фонетически, так и семантически аффиксов -ar и -ır, служащих показателями настояще-будущего и настоящего времён.

## Лингвогеография
Азербайджанский язык преимущественно распространён в Иране (по оценке 1997 года, общее количество говорящих на нём в Иране — около 23,5 млн человек) и Азербайджане, где он является родным для более 98 % населения страны, а также в северном Ираке.
В Иране азербайджанский язык сплошным массивом распространён почти до самого Казвина. На нём разговаривают в северо-западных провинциях Ирана (прежде всего Западный и Восточный Азербайджан, но а также на юго-восточном побережье Каспийского моря: Галуга).
В Ираке на азербайджанском говорят, преимущественно, в Киркуке, Эрбиле и Равандузе, а также в городах и сёлах на юго-востоке от Киркука, таких как Эль-Микдадия, Ханакин и Мандали, и в некоторых местах Мосульского региона.
Помимо вышеуказанных стран азербайджанский язык распространён также в местах компактного проживания азербайджанцев на территории Грузии (край Квемо-Картли), России (Дагестан), турецких провинций Карс и Ыгдыр и в диаспоре. До 1990-х годов азербайджанский язык был также распространён в Армении.
По результатам переписи 2010 года, число человек, указавших владением азербайджанским языком, в России составило 473 044 человека, из которых только 368 173 являлись азербайджанцами (общее же количество азербайджанцев составило 603 070).

### Диалектология
По генетическому признаку различаются два типа диалектов азербайджанского языка: огузский (западная и южная группы диалектов и говоров) и кыпчакский (восточная и северная группа диалектов и говоров). Образование диалектов и говоров азербайджанского языка относится к XVIII веку, когда на территории Азербайджана возникли ряд ханств и султанств. В то же время по результатам анализа процентного схождения между языками, проведённого О. А. Мудраком с помощью методов глоттохронологии на основе вопросов по морфологии и исторической фонетике, выделение нухинского диалекта из общеазербайджанского языка падает на времена Тимура (~1360 г.).
По Н. З. Гаджиевой в азербайджанском языке выделяются 4 диалектные группы:
- восточная: бакинский, дербентский, губинский и шемахинский диалекты, муганский и ленкоранский говоры;
- западная: карабахский, гянджинский и газахский (не путать с казахским языком) диалекты, айрумский говор;
- северная: шекинский диалект, загатало-кахский говор;
- южная: нахичеванский, тебризский и ордубадский диалекты, ереванский говор[109].

Герхард Дёрфер даёт более широкую классификацию, выделяя кроме перечисленных центральную группу (гянджинский и карабахский), группу диалектов Северо-Западного Ирана (тебризский, урмийский и т. д., вплоть до Казвина), диалект Юго-Восточного Каспия (Галяга) и североиракские диалекты.
Среди других азербайджанских диалектов и говоров по лексике, фонетике и грамматике резко выделяется нижнекатрухский диалект, который представлен в селении Нижний Катрух (Дагестан) с сильно выраженным лакским субстратом. Диалект проживающих в Дагестане терекеме близок к кубинскому и шемахинскому диалектам.
На территории Ирана выделяются следующие азербайджанские диалекты: тебризский, урмийский, хойский, кушчийский, марагинский, мерендский, орьянтепейский, туркменчайский, ардебильский, сарабский, мийанский, а также анклавный галугяхский. Галугяхский назывался «самой восточной известной точкой азербайджанской языковой территории». Несмотря на то, что он очень близок к иранским диалектам азербайджанского языка, имеет при этом ряд отличий от них. Помимо уже упомянутых в числе азербайджанских диалектов Ирана также представлен диалект карапапахов, на котором говорят возле озера Урмия; на некоторых диалектах также говорят в Хорасане (Лотфабад и Дарагаз включительно).
Помимо диалектов имеются также переходные говоры — геокчайский (объединяет особенности восточной и западной групп диалектов), агдашский (объединяет особенности восточной и северной групп диалектов) и джебраильский (объединяет особенности западной и южной групп диалектов). Речь дманисских азербайджанцев (Грузия) представляет собой казахский диалект азербайджанского языка, но она приобрела отличные от его исходного варианта диалектные особенности, что позволяет говорить об отдельном Дманисском говоре.

#### Кашкайское наречие
Очень близко к азербайджанскому языку кашкайское наречие, на котором говорят кашкайские племена, обитающие в иранской провинции Фарс. Как писал российский востоковед В. В. Бартольд, судя по песням, записанных в 1914 году востоковедом А. А. Ромаскевичем, язык кашкайцев является южнотюркским диалектом, близким к туркменскому и азербайджанскому. По сообщению же Гаррода, шведский востоковед Ярринг, который собирал среди кашкайцев материал по их языку, считал, что их язык почти полностью совпадает с азербайджанским.
Советско-российский этнограф С. И. Брук также считал язык кашкайцев близким к азербайджанскому. Тюркологи Т. Ковальский и А. Габайн определили кашкайский как диалект, близкий к азербайджанскому. К. Менгес, в свою очередь, считал кашкайский и язык айналлу близкими к османскому, чем к азербайджанскому. А. Джафароглу и Г. Дёрфер со своей стороны отказались от предположения К. Менгеса о близости кашкайского к османскому.
По классификации тюркских языков, предложенной в 1950-х годах немецким лингвистом И. Бенцингом, диалект кашкайцев указан как часть азербайджанского языка южной (огузской) группы тюркских языков. Согласно Краткой литературной энциклопедии, диалект кашкайцев составляет особую группу в системе азербайджанских диалектов. По Большой российской энциклопедии, их язык всего лишь близок к азербайджанскому.

#### Язык/диалект
К. Г. Менгес в своё время описал хорасано-тюркский вначале как диалект туркменского, а спустя несколько лет как диалект азербайджанского (кучанский диалект). Позже этот язык был идентифицирован как самостоятельный. Michael Knüppel считает, что мнение К. Менгеса о хорасано-тюркском как об азербайджанском диалекте было не совсем ошибочным.
В качестве азербайджанского диалекта В. Ф. Минорский, М. Мокаддам и Ф. Р. Зейналов рассматривали халаджский язык, но по мнению Г. Дёрфера последний образует самостоятельную ветвь тюркских языков. Являясь самостоятельным и своеобразным, халаджский язык, в целом, не выходит за рамки языков огузского типа. Тюрколог и алтаист А. М. Щербак писал: «трудно согласиться с утверждением, что халаджский язык — диалект азербайджанского языка, и вместе с тем нельзя не признать его наибольшую близость прежде всего к азербайджанскому языку, а затем уже к туркменскому и турецкому языкам…».
Венгерский лингвист и востоковед Л. Лигети, при изучении в 1936—1937 годах монгольских языков Афганистана, собрал материал по языку афшаров, проживающих в окрестностях Кабула. Он выявил некоторые характерные особенности их языка и позднее определил его в качестве одного из азербайджанских диалектов. Г. Дёрфер считает, что кабульский афшарский можно, но не обязательно, отнести как азербайджанский (или «азероидный») диалект. Свой язык афганские афшары наряду с тюрки называют азери.
По мнению немецкого тюрколога Г. Дёрфера языки айналлу и кашкайский настолько близки к азербайджанскому, что могут называться его диалектами. Он полагает, что кашкайский, сонкорский и айналлу представляют переходные формы между азербайджанским и хорасанско-тюркским. Лигети относил айналлу и кашкайский к периферийным диалектам азербайджанского языка. Г. Дёрфер отмечал, что, хотя по лингвистическим признакам сонкорско-тюркский язык и можно отнести к иранским диалектам азербайджанского языка, но его носители чётко отличают своё наречие от азербайджанского языка.

#### Восточно-анатолийские диалекты
Другими опционально азербайджанскими Г. Дёрфер называет диалекты к югу от Кума и восточно-анатолийские. Касательно последних (например, эрзерумский, караманский) Л. Лигети писал, что сложно определить, являются ли они османскими (турецкими) диалектами с азербайджанским влиянием или азербайджанскими диалектами с османским влиянием. Касательно афшаров Анатолии, основываясь на образцах, опубликованных А. Джафароглы, Лигети заключает, что они говорят или когда-то говорили на азербайджанском языке. Однако касательно диалекта города Урфы Лигети воздерживается от классификации азербайджанским, ввиду того, что, несмотря на большое сходство с азербайджанским языком, у диалекта в то же время есть сильные турецкие черты. По Лигети, эти черты ещё сильнее в соседствующих (тоже под азербайджанским влиянием) диалектов Газиантепа, Килиса и т. д. Лигети связывает азербайджанское влияние на диалектную карту Анатолии с туркоманскими миграциями, последовавшими за османским завоеванием.
Многие историки и языковеды (Ф. Кепрюлю, М. Эргин, И. П. Петрушевский, Ш. Мустафаев) признают, что исторически Восточная Анатолия (согласно Эргину, к востоку от линии Самсун—Сивас—Искендерун) относилась к ареалу азербайджанского языка, более того, некоторыми современными филологами Восточная Анатолия считается колыбелью азербайджанской литературы, где творили Сули Фагих, Кади Мустафа Зярир, Юсиф Маддах, Кади Бурханеддин. Как указывает Фуат Кепрюлю, азербайджанский язык оставался литературным языком Восточной Анатолии вплоть до завоевания Селимом I, после чего поэты стали предпочитать писать на османском языке (при этом, например, поэма Шукри-бека из Битлиса в честь Селима I «Селим-наме» Ахмедом Угуром считается написанной на азербайджанском языке). Кепрюлю, однако, указывает, что обычные люди продолжали говорить на азербайджанском, что, например, замечал путешественник XVII века Эвлия Челеби, который говорил, что диалекты Восточной Анатолии больше похожи на «аджамский» (то есть азербайджанский), нежели на стамбульский. Челеби даже записал ряд примеров: mänim kimi (для сравнения совр. азерб. mənim kimi) ― тур. benim gibi [как я]; öz özümä (совр. азерб. öz özümə) ― тур. ben bana [сам]; Hey kişi, pisik kimi mavlamagilän (совр. азерб. Ay kişi, pişik kimi miyovuldama) ― тур. Hey adam, kedi gibi çağırma, diyorum [Эй, мужчина, не мяукай как кошка].

## История

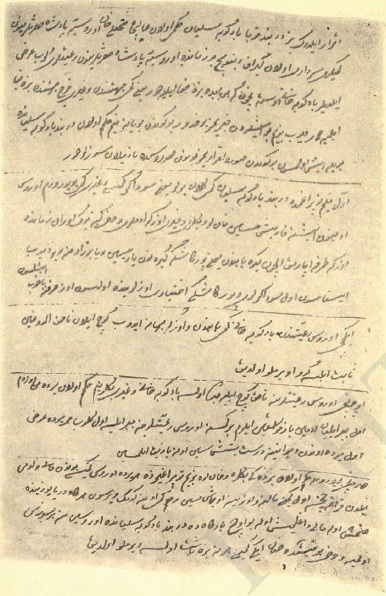
Фотокопия обязательства, принятого Кубинским ханством в 1782 г. перед Россией, о торговле. Текст обязательства написан на азербайджанском языке

Азербайджанский язык оформился на территории Азербайджана на основе огузских и кыпчакских племенных языков с преобладанием огузских элементов. Его корни восходят к языку огузских племён Центральной Азии VII—X веков, ставшему языком-предшественником для некоторых современных тюркских языков. Письменных памятников на огузском языке нет, но в словаре караханидского филолога XI века Махмуда Кашгари «Диван-и лугат-ит тюрк» присутствуют словарные единицы и некоторые языковые примечания с пометой «у огузов», а чаще — «у огузов и кыпчаков». Сведения из этого источника, а также материалы словаря Ибн Муханны (XIV век) указывают на генетическую связь между этими языками и современным азербайджанским языком. Персидский и арабский языки повлияли на азербайджанский язык, но арабские слова в основном передавались через посредство литературного персидского языка. Азербайджанский язык, возможно, после узбекского, является тюркским языком, на который персидский и другие иранские языки оказали наибольшее влияние, в основном в фонологии, синтаксисе и лексике, в меньшей степени в морфологии. Азербайджанский язык постепенно вытеснил иранские языки на территории современного северо-западного Ирана, а также различные языки Кавказа и иранские языки, на которых говорили на Кавказе, в частности, удинский и азери. К началу XVI века он стал доминирующим языком региона.
Наддиалектное койне представлено фольклорными материалами, как, например «Книгой моего деда Коркута».

### Периодизация
В истории развития азербайджанского литературного языка тюрколог и этнограф Н. А. Баскаков выделял три периода:
- XIV—XVI вв. — период, когда литература ещё создавалась на персидском языке, характеризуется развитием староазербайджанского языка, насыщенного арабскими и персидскими словами.
- Вторая половина XIX — начало XX вв. — литературный азербайджанский язык, сближаясь с общенародным разговорным языком, приобретает нормы национального литературного языка.
- После Октябрьской революции — литературный азербайджанский язык становится языком «азербайджанской социалистической нации».

Азербайджанский советский исследователь М. Ариф в «Современной энциклопедии восточнославянских, балтийских и евразийских литератур» выделяет в развитии азербайджанского литературного языка четыре основных периода:
- XIII—XVI века — начало развития староазербайджанского языка, когда литература писалась также на персидском языке. В этот период азербайджанский литературный язык имел обилие арабских и персидских слов;
- XVI—XIX века — староазербайджанский литературный язык, являвшийся к тому времени господствующим языком, постепенно освобождался от влияния персидского и тяготел к нормам национального языка;
- Вторая половина XIX века — 1917 год — азербайджанский литературный язык, сближаясь с разговорным языком, приобретал черты национального литературного языка;
- После Октябрьской революции — азербайджанский литературный язык становится разговорным азербайджанским языком. Таким образом, современный литературный азербайджанский язык сформировался в середине XIX века на основе традиций староазербайджанского литературного языка и смешения азербайджанских диалектов, главным из которых является бакинский и шемахинский диалекты.

### До XVIII века
В Средневековье азербайджанский язык был одним из трех тюркских литературных языков, распространяясь на обширную географию от Хорасана до Анатолии, от Кавказа до Багдада; другими двумя литературными языками были османский и чагатайский.
Ильдико Беллер-Хан указывает, что пока османский язык постепенно выделялся из староанатолийского языка, староанатолийский язык не исчез и сохранился не только в местных диалектах, но и в литературном языке в лице аджамского тюркского (то есть азербайджанского). Вклад в разделение азербайджанского и турецкого языков внесло монгольское вторжение, вместе с которым новые тюрко-огузские массы привнесли в имеющуюся со времен Сельджуков тюркскую среду новые языковые элементы, усилив этнический, лингвистический и литературный разрыв.
Описывая начальный период развития литературного азербайджанского языка советский историк-востоковед А. Сумбатзаде писал, что азербайджанский язык в тот период «в значительной мере носил общетюркский характер огузской группы этого языка и был понятен в своей основе как азербайджанцам, так и туркменам и туркам». Немецкий тюрколог Герхард Дёрфер, в свою очередь, считал, что в начальном периоде разница между азербайджанским и турецким языками была крайне малой. Однако со временем, ввиду дальнейшего развития османского языка, и нахождения азербайджанского языка в других условиях и скорее под сильным влиянием Персии, азербайджанский и турецкий язык стали разделяться усиленными темпами.
На разделение азербайджанского и турецкого языка повлияли и политические причины. После развала Конийского султаната и Государства Хулагуидов в тюркской среде Анатолии и Азербайджана возникли два «центра силы» — западный в лице Османской империи и восточный в лице бейлика Кади Бурханеддина, Караманского бейлика, Ак-Коюнлу и т. д. Это противостояние в разные периоды выливавшееся в противостояния Баязида I и Кади Бурханеддина в конце XIV века, Мехмета II Фатиха и Узун Хасана Ак-Коюнлу во второй половине XV века, Селима I Явуза и Шаха Исмаила Сефеви в XVI веке определили границы турецкого и азербайджанского языков.
Советский востоковед А. П. Новосельцев рассматривал XIV век как время выделения восточнотюркских наречий Малой Азии, Закавказья и Западного Ирана.
Письменная, классическая азербайджанская литература берёт своё начало после монгольского завоевания. Первые письменные памятники на азербайджанском языке относятся к XIII веку. Так, наиболее ранним автором, от которого дошли литературные произведения, является живший в конце XIII—начале XIV веков шейх Гасаноглы Иззеддин («Пур-е Гасан»). До наших дней дошло также стихотворение (пятистишие) на тюркском (азербайджанском) языке современника Гасаноглы — бакинского поэта начала XIV века Насира. По мнению И. П. Петрушевского, уже в это время на азербайджанском говорило громадное большинство населения южного Азербайджана.

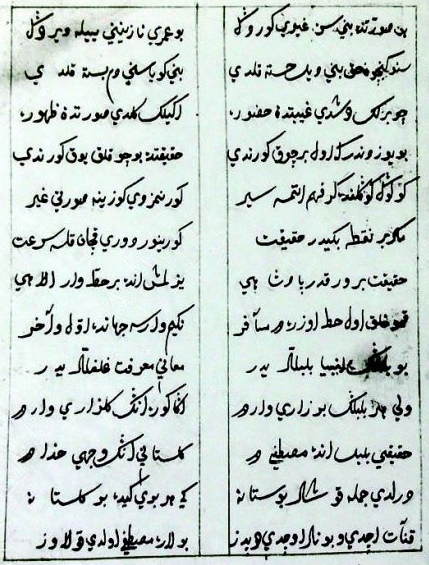
Перевод XV века Шейх Алван Ширази произведения «Гюльшан-и раз» персидского поэта Махмуда Шабустари на азербайджанский язык

Поэт конца XIV—начала XV веков Насими создал первые шедевры азербайджанской поэзии, заложив основы азербайджанского литературного языка. Для обогащения литературного языка он широко пользовался притчами, изречениями, примерами, идиомами и т. д. из народно-разговорного языка и устного народного творчества. Позиция азербайджанского литературного языка была усилена в период правления династии Кара-Коюнлу, один из правителей которого, Джаханшах сам писал стихи на азербайджанском тюркском языке под псевдонимом Хакики. Согласно же Энциклопедии Британика, азербайджанский литературный язык начал развиваться в XV веке и достиг высокого уровня развития в XVI веке.
Из первичных источников становится очевидным, что современники осознавали разницу между азербайджанским языком и другими тюркскими языками. Например, Алишер Навои описывает случай встречи в Руме (то есть Анатолии) двух друзей-поэтов, азербайджанского поэта Мир Саид Касым Анвара и некого Мовлана Джани. Когда Анвар спросил Мовлану о его здоровье, тот, по словам Анвара, ответил на румском, то есть на западно-анатолийском тюркском. То, что Анвар подчеркнул, что ответ был на румском, показывает, что он осознавал разницу между диалектами Тебриза и Рума. В XVII веке путешественник Эвлия Челеби говорил, что диалекты Восточной Анатолии серьёзно отличаются от стамбульского диалекта и больше похожи на «аджамский», то есть азербайджанский диалект. Итальянский путешественник Пьетро делла Валле, посетивший Сефевидское государство в правление Шаха Аббаса, отмечал, что, когда делла Валле говорил с ним на константинопольском тюркском, Шах Аббас не понимал некоторых слов. Он объяснил это тем, что тюркский Константинополя, который иранцы называют османским языком, отличался от языка иранских тюрков. 
|                                                                                              |  |
| Дехнаме (Шах Исмаил Хатаи, 1506) и Лейли и Меджнун (Физули, 1536). Рукописи 1610 и 1856 года |  |

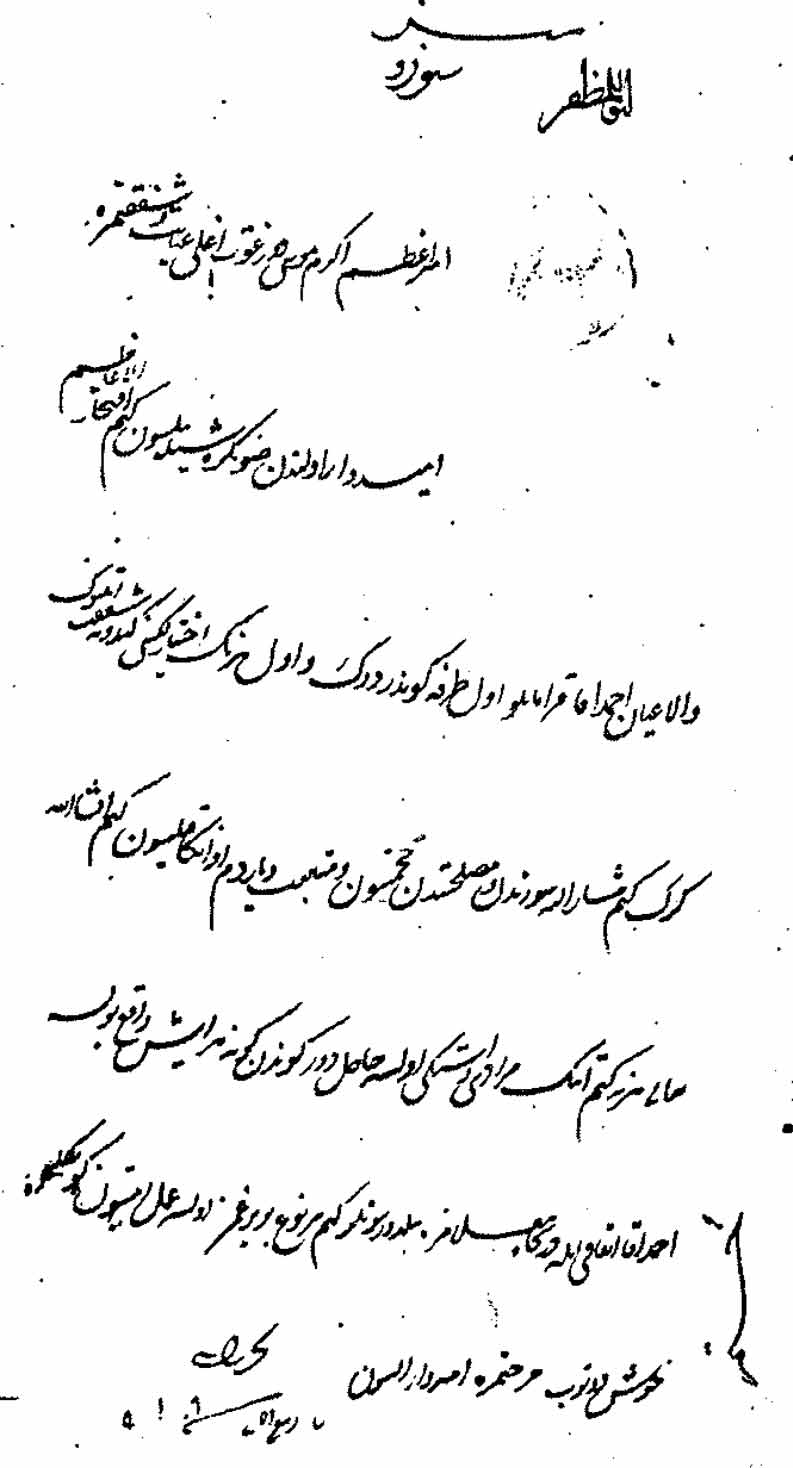
Письмо Шах Исмаила Амиру Муса Догурту на азербайджанском языке 23 мая 1512

В XVI—начале XIX веков Азербайджан был под властью Сефевидского, а затем Каджарского Ирана, которым правили шахи из тюркоязычных иранских династий. На протяжении всего существования государства Сефевидов азербайджанский являлся языком двора, армии и династии. Большой вклад в развитие литературного азербайджанского языка и литературы внёс шах Исмаил, писавший свои стихи под псевдонимом Хатаи. По замечанию М. Джавадовой, исследовавшей лексику шаха, Хатаи «сыграл важную роль в формировании, утверждении и обогащении азербайджанского литературного языка в первой четверти XVI в. Он был умелым мастером по использованию всех тонкостей азербайджанского языка и его словарного фонда. В этом отношении особенно ценным представляется его сочинение „Дех-намэ“, которое по своим словарным особенностям является одним из примерных сочинений в истории нашего языка». Сам поэт, шах Исмаил покровительствовал литераторам и собрал при дворе элиту поэтов, в числе которых были творившие на азербайджанском языке Хабиби, Сурури, Матеми, Шахи, Гасими, Кишвери. Итальянский путешественник Пьетро делла Валле, беседовавший с Шах Аббасом на тюркском языке (причем Шах Аббас переводил его слова нетюркоязычным подданным) в Исфахане составил учебник грамматики азербайджанского языка «Grammatica della Lingua Turca». Один из кармелитов во второй половине XVIII века, который вёл деятельность в Сефевидской империи составил итальяно-персидско-азербайджанский словарь. Рафаэль дю Манс, который посетил Исфахан в 1679 году, написал заметки об азербайджанском языке. Позже, на основе заметок дю Манса шведский учёный составил французско-азербайджанский словарь.
Во второй половине XVIII века становится языком государственных актов, официальных переписок в административных учреждениях Кубинского ханства. По мнению А. С. Сумбатзаде, выделение отличного от остальных огузских языков азербайджанского языка завершилось в XVIII веке.
Первым документом, изданным типографским способом на азербайджанском языке, считается изданный с целью облегчения продвижения русских войск на юг 15 (26) июля 1722 года Пётром I в том числе и на азербайджанском языке «Манифест к народам Кавказа и Персии». Хранящийся в Архиве внешней политики Российской Федерации экземпляр (фонд сношения России с Персией, дело № 14, листы 105, 107) был опубликован на ныне не сохранившемся диалекте азербайджанского языка, который отличался от современного азербайджанского.

### С XIX века

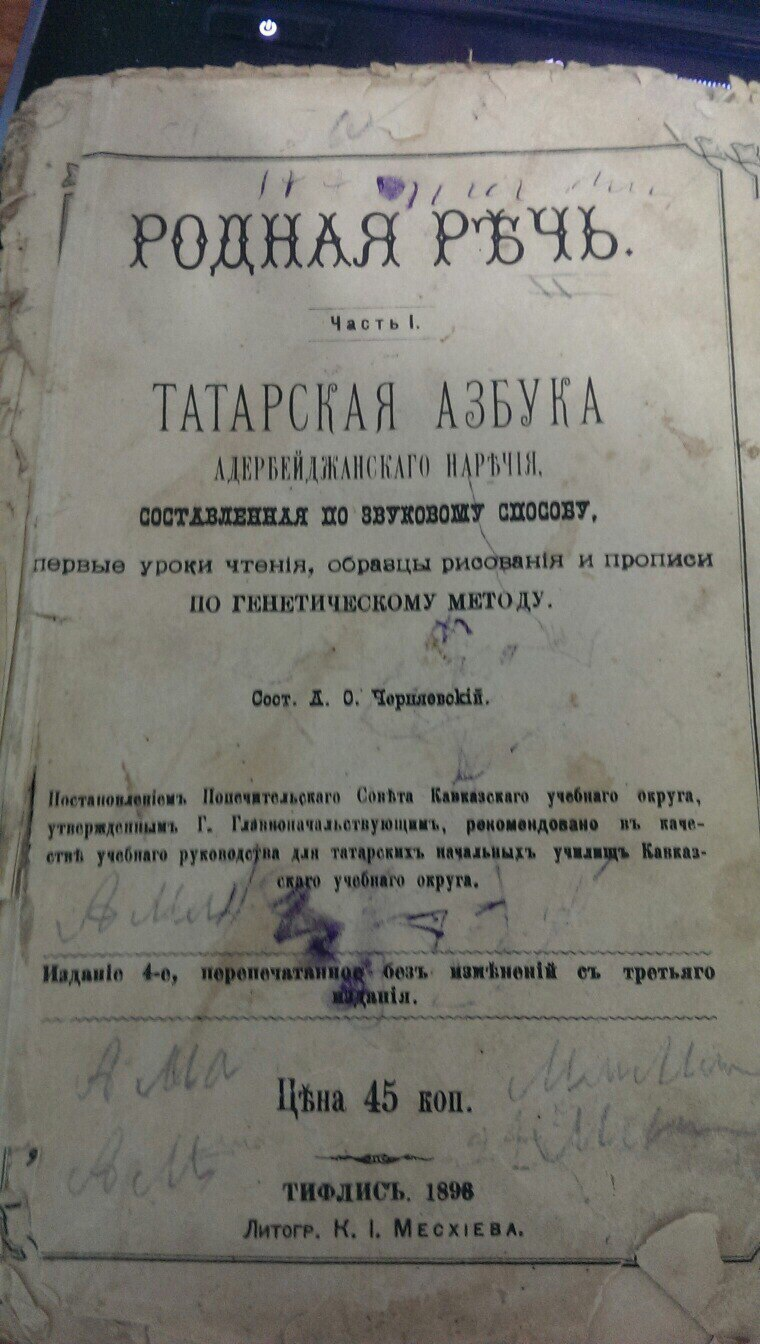
Обложка «Татарской азбуки адербейджанского наречия» (1896), составленной Алексеем Черняевским

Н. Г. Волкова отмечает, что начиная с XVI—XVII веков в трудах Мухаммеда Физули, Ковси Табризи и других азербайджанских авторов начинается сближение азербайджанского литературного и разговорного языков. По её мнению, окончательно азербайджанский литературный язык сблизился с разговорным во второй половине XIX столетия.
Вплоть до присоединения к России в XIX в. письменный литературный язык развивался в двух областях: в Южном Азербайджане (с центром в Тебризе) и Ширване (с центром в Шемахе). В связи с этим в различной литературе (научной, художественной, религиозной), издававшейся в те времена в Южном Азербайджане, преобладали элементы диалектов этого региона, а в Ширване — элементы диалектов ширванской группы. Уже в середине XIX века на базе бакинского и шемахинского диалектов оформился современный литературный азербайджанский язык. Если принять во внимание, что понимание персидского языка уже становилось затруднительным среди мусульман Кавказа, и уже развивалась новая литература на местном азербайджанском языке, необходимость созданной в 1852 году «Хрестоматии» Мирзы Шафи и Григорьева, дававшей на живом и понятном языке образцы лучших произведений русской, азербайджанской и персидской литературы, становится очевидной. К началу 1852 года у Григорьева и Мирзы Шафи был уже закончен «татарско-русский» словарь.
Первая когда-либо изданная азербайджанская книга, была в 1780 году в Петербурге и называлась «Канун-и Джадид». При Ермолове (1820-е годы) в программу Тифлисского благородного училища вместо латинского и немецкого языков был введён азербайджанский (наряду с полевой фортификацией, геодезией, архитектурой).
Период второй половины XIX века характеризуется активным развитием азербайджанского литературного языка. Вместе с этим расширяются сферы его употребления. Так, азербайджанский язык включили в учебные планы уездных и городских училищ. В 1878 году, по настоянию представителей азербайджнаской интеллигенции, при Горийской семинарии открылось азербайджанское отделение. Вслед за этим возникли азербайджанские школы, где обучение происходило на родном языке по новому методу (усули-джадид). В 1882 году вышел первый учебник на азербайджанском языке Вэтэн дили. В конце XIX века возникли русско-татарские (то есть русско-азербайджанские) школы, где преподавание велось на двух языках. Преподавание в них азербайджанского языка продолжалось до 1914 года, после чего, начиная с 1913/1914 гг., обучение родному языку было отведено только первым двум классам. Что же касается тиража книг и количества их названий, то в дореволюционный период они были весьма невелики. Предназначались они, главным образом, для привилегированных слоёв общества, в то время как народные массы не имели доступа к книге. По данным 1913 года в Азербайджане было издано 273 печатных единиц общим тиражом в 173 тыс. экземпляров, из которых только 32 % тиража вышли на азербайджанском языке.

### XX век

#### Период АДР

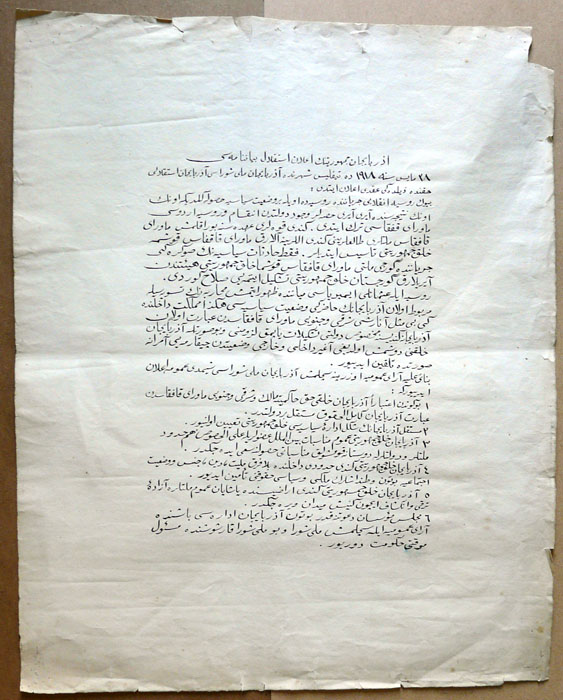
Текст Декларации независимости Азербайджанской Демократической Республики на азербайджанском языке («тюркском» по тогдашней терминологии)

В мае 1918 года на территории юго-восточного Закавказья была провозглашена независимая Азербайджанская Демократическая Республика (АДР). В новообразованном государстве вначале не было общего подхода, какой язык должен быть государственным — турецкий или азербайджанский, но уже 27 июня 1918 года государственным языком АДР был провозглашён тюркский (азербайджанский) язык.

#### Период Азербайджанской ССР
После установления Советской власти в Азербайджане азербайджанский язык получает всестороннее развитие. 16 августа 1920 года Азревком издал Декрет «О преподавании языков в школах 1 и 2 ступени», установив тюркский (азербайджанский) язык одним из обязательных для преподавания с первого года обучения в школах 2 ступени (шестой год обучения) по 4 недельных часа.
6 октября 1920 года Народным Комиссариатом Просвещения Азербайджана создана комиссия по составлению учебников на азербайджанском языке.
В июле 1921 года вторая сессия ЗакЦИК постановила ввести обязательное преподавание в ряде школ высшего типа, а также в техникумах основных языков народов Закавказья и изучение их истории и быта.
Декретом АзЦИК и СовНарКома от 31 июля 1923 года азербайджанский язык был введён в государственных органах, в том числе в АзЦИК, Совете Народных Комиссаров, Народном Комиссариате юстиции, Народном Комиссариате внутренних дел и иных.
Делопроизводство внутри государственных органов было переведено на азербайджанский язык.
Установлено право каждого гражданина Азербайджанской ССР обращаться в любые государственные органы на азербайджанском языке, и установлена обязанность данных государственных органов давать ответы на азербайджанском языке.
Введено требование документы, бланки, удостоверения печатать на азербайджанском и русском языках.
Введено обязательное изучение азербайджанского языка в школах, ВУЗах.
27 июня 1924 года был принят декрет АзЦИК, согласно которому азербайджанский язык объявлен государственным. В государственных учреждениях также допускалось использование русского языка и языков национальных меньшинств. При возникновении сомнений при толковании текстов правовых актов текст на азербайджанском языке имел приоритет. Установлено обязательство опубликования нормативных правовых актов на азербайджанском языке, а также на русском, грузинском.
При АзЦИК была создана Центральная комиссия по выработке азербайджанской научной терминологии.

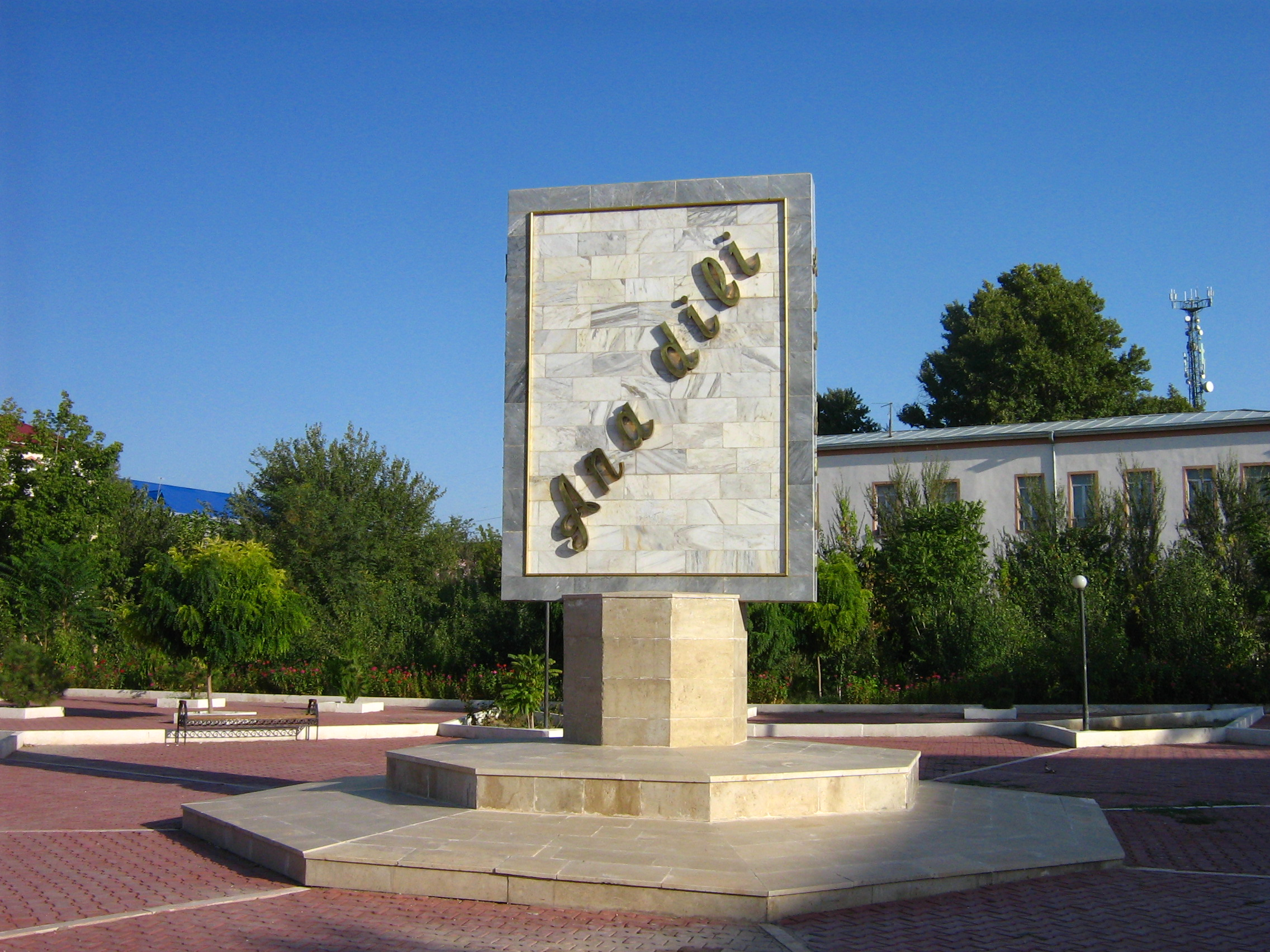
Памятник родному языку в г. Нахичевань, Азербайджан

С 1 января 1940 года азербайджанская письменность была переведена с латинского на русский алфавит.
C 1 сентября 1940 года преподавание в школах на азербайджанском языке было переведено с латинского на русский алфавит.
С 1 января 1940 года делопроизводство государственных учреждений, общественных организаций, периодическая печать постепенно переводились на русский алфавит.
В советское время в Закавказье только Армения и Грузия смогли включить в свои конституции статьи о государственном языке, в то время как в Советском Азербайджане вплоть до второй половины XX века азербайджанский язык не имел какого-либо статуса. Попытки объявить его государственным были предприняты также в конце 1940-х — начале 1950-х гг. при руководителе Азербайджанской ССР М. Д. Багирове. Была организована комиссия для обеспечения перевода всех учреждений и предприятий республики на азербайджанский язык, но в связи с отстранением, а затем арестом Багирова дело не получило продолжения.
Только 21 августа 1956 года был принят закон о дополнении Конституции Азербайджанской ССР 1937 года статьёй о государственном языке, объявившей азербайджанский язык на уровне конституции государственным языком Республики.
12 декабря 1958 года был одобрен новый союзный закон «О связи школы с жизнью и о дальнейшем развитии системы народного образования в СССР», который отменил обязательность изучения национальных языков союзных и автономных республик в русских школах этих республик. В Азербайджане в июне 1959 года было принято постановление об обязательном изучении государственными служащими азербайджанского языка с последующей обязательной же сдачей экзаменов. За это летом 1959 года партийное руководство Азербайджанской ССР подверглось чистке.
Джамиль Гасанлы полагает, что широкое и повсеместное применение азербайджанского языка, будь то в государственных учреждениях, делопроизводстве а также в учебных и культурных заведениях, «дало толчок развитию национального самосознания». Ст. 73 следующей Конституции Азербайджанской ССР 1978 года также провозгласила его государственным языком республики. После обретения Азербайджаном независимости, азербайджанский язык был объявлен государственным языком Азербайджанской Республики.

#### Иранский Азербайджан
В период Конституционной революции 1905—1911 гг. в Иранском Азербайджане на азербайджанском языке стали издаваться демократические газеты, увеличилось число новометодных азербайджанских школ. Пришедшая в 1925 году на смену Каджарам династия Пехлеви, запретила использование азербайджанского языка в образовании, прессе и делопроизводстве. Более того, многие представители тогдашних иранских правящих кругов не признавали даже само существование азербайджанского языка. Некоторые из них утверждали, что это диалект персидского языка, другие выдвигали требования, чтобы азербайджанцы забыли свой язык по той причине, что он, якобы, навязан им чужеземными завоевателями.
Ситуация изменилась, когда в августе 1941 года советско-английские войска вторглись в Иран, оккупировав север и юг страны. Азербайджанцы получили возможность говорить и издавать газеты на родном языке. В ноябре 1945 года на территории, занятой советскими войсками, образовалось Национальное правительство Азербайджана, которое 6 января 1946 года объявило азербайджанский язык государственным языком Южного Азербайджана. Для первых семи классов школы были подготовлены и изданы учебники на азербайджанском языке. Заключённое в июне того же года, по итогам переговоров между центральной властью и азербайджанскими демократами, соглашение предусматривало, что в Азербайджане «преподавание в средних и высших школах будет вестись на двух языках — персидском и азербайджанском». Однако с падением Национального правительства запрет на публичное использование азербайджанского языка был возобновлён.
После исламской революции 1979 года была принята новая конституция, которая в ст. 15 провозгласила, что «местные национальные языки могут свободно использоваться наряду с персидским языком в прессе и иных средствах массовой информации, а также для преподавания национальных литератур в школах». Было опубликовано несколько самоучителей, а также несколько грамматик азербайджанского языка. К последней категории относятся такие писатели, как Мухаммед Али Фарзанах, Мухаммад Таги Зихтаби и Теймур Пурхашеми. В 1979 году был издан «Dastur-e Zaban-e Azerbaijan» Фарзана на персидском языке, а в 1998 году Теймур Пурхашеми в Тебризе издал «Azəri dilinin qrameri» на азербайджанском языке с кратким изложением каждой главы на персидском языке. Оба были очень хорошо написаны и полезны. Другой интересный труд — «Azəri türkcəsində bənzər sözcüklər» Али Исмаила Фируза, небольшой словарь омонимических слов с некоторыми основными грамматическими правилами на азербайджанском языке, изданный в Тегеране в 1989 году.
С 1982 года были опубликованы два азербайджано-персидских словаря. «Fərhəng-i Azərbaycani» Мухаммеда Пайфун, изданная в 1982 году в Тегеране был первым в своем роде после трехъязычного словаря под названием «Fəhrəng-i Müxtərəs-i Farsi beh Rusi və Azərbaycani» Юсифа Мир Бабаева изданного в 1945 году в Баку, что было новаторской работой. В словаре Пайфуна около 30 000 слов, а в отдельном разделе приведены азербайджанские слова и кириллицей. «Azərbaycanca-Farsca sözlük» Бехзада Бехзади, изданный в Тегеране в 1990 году является ценным дополнением к коллекции азербайджанских словарей. В нём около 45 000 слов, и очень часто использование выражения объясняется в предложении или пресловутой цитате. Книга предваряет краткую, но исчерпывающую грамматику азербайджанского языка. Бехзади считал, что хорошие словари будут способствовать развитию азербайджанского языка, и надеялся, что его труд ещё больше наполнил «цветущую ветвь азербайджанского языка».

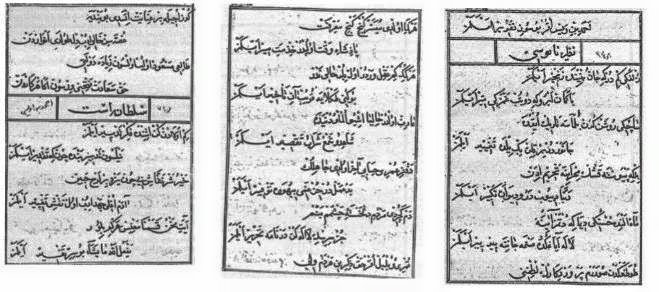
Газель Ахмеда Джелаира, XIV—XV вв.
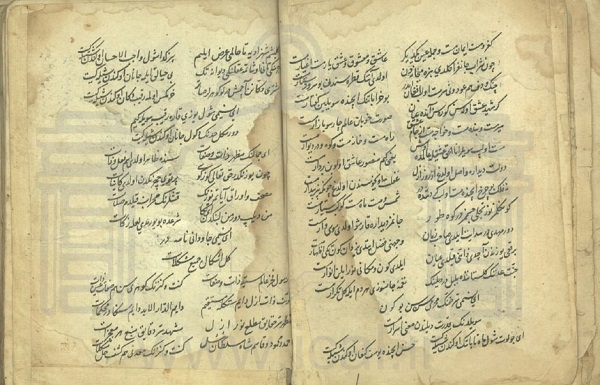
Азербайджанский диван Имадеддина Насими, XV век
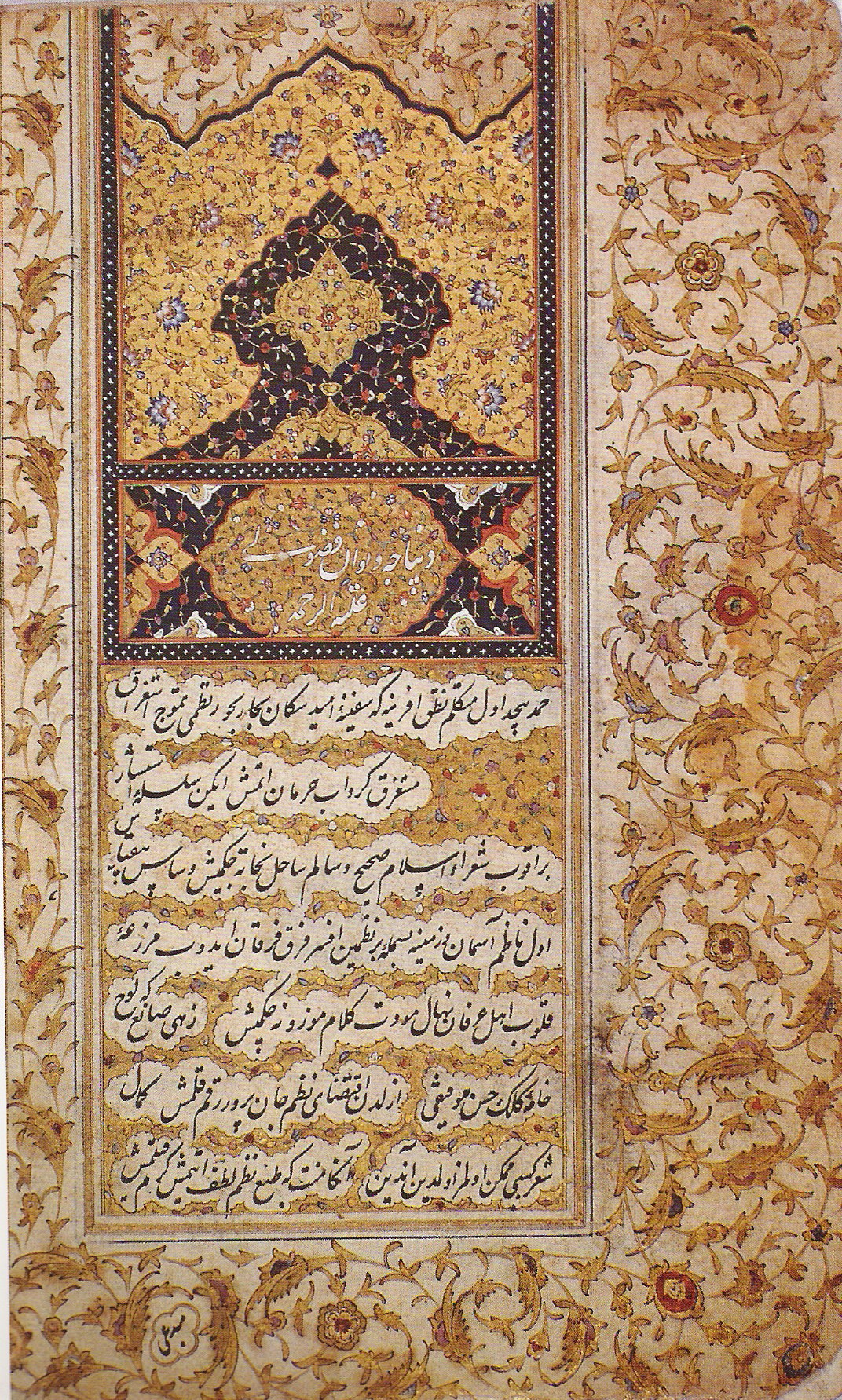
Страница из дивана Мухаммеда Физули, XVI век
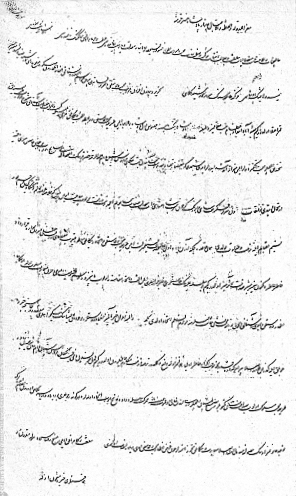
Письмо Сефи I императору Австрии и королю Венгрии Карлу II Фердинанду на азербайджанском языке, XVII век
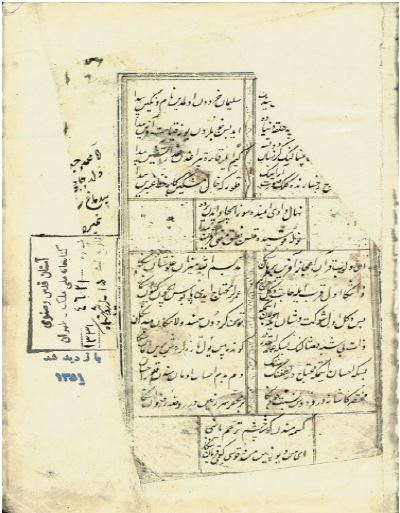
Поэма Говси Тебризи, 1630-е годы
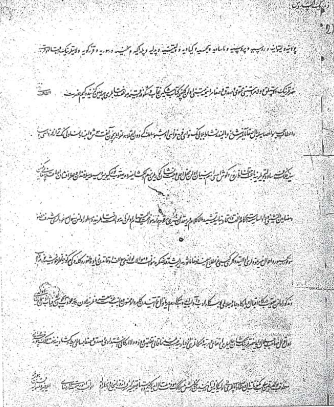
Письмо Султан Хусейна на азербайджанском языке королю Польши и курфюрсту Саксонии Августу II, XVII—XVIII века
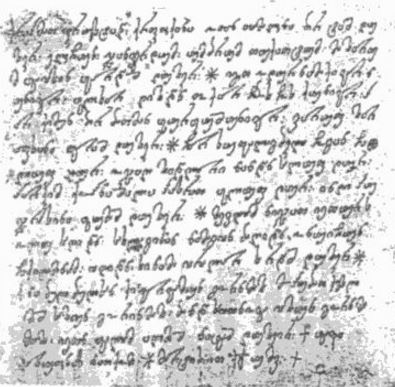
Стихотворение Саят Новы на азербайджанском языке, XVIII век
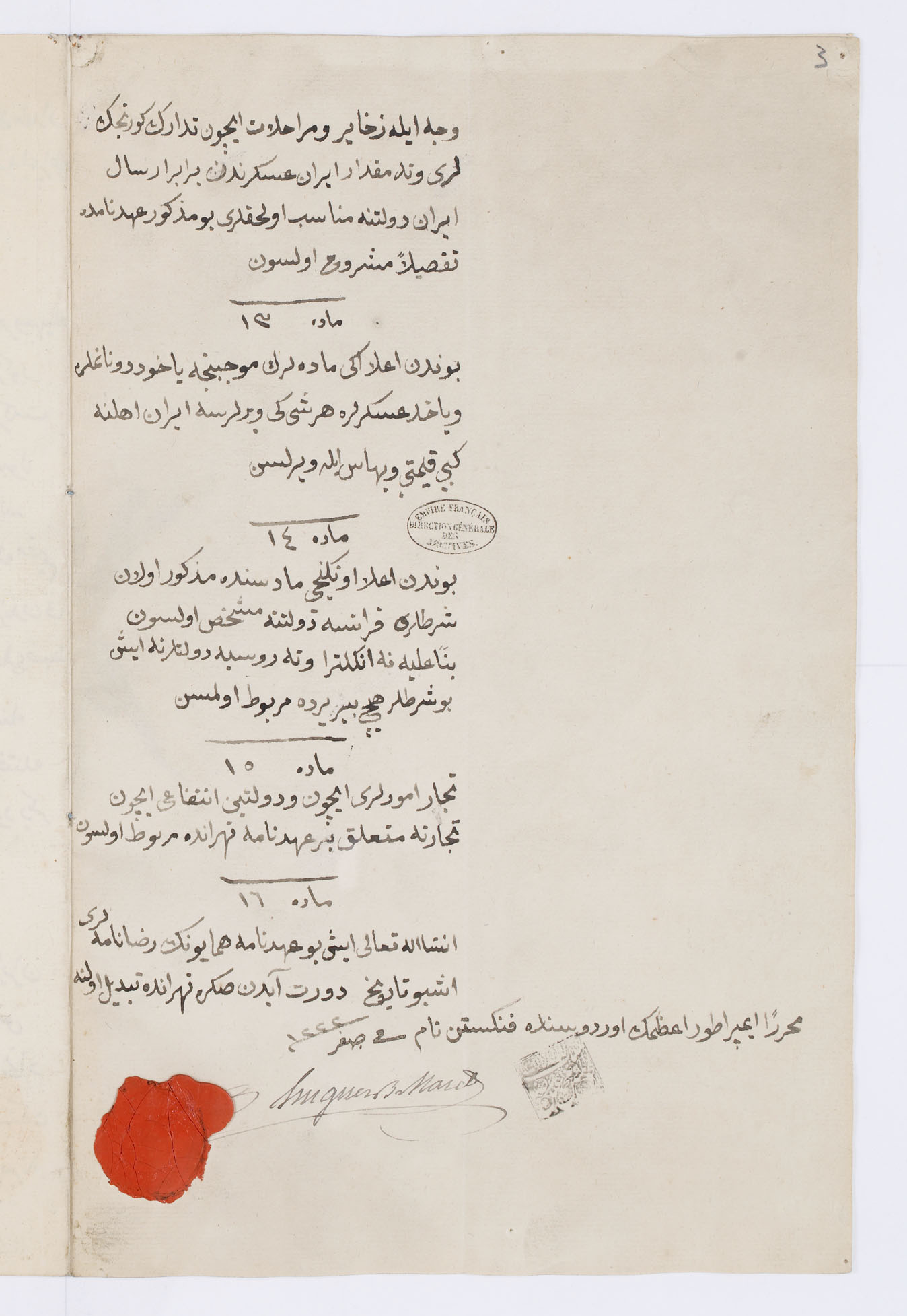
Страница из Финкенштейнского договора, написанный на азербайджанском языке, 4 мая 1807 года

## В качестве лингва франка
На протяжении веков азербайджанский язык использовался в качестве лингва франка, обслуживая торговлю и межэтническое общение во всей Персии, на Кавказе и юго-восточном Дагестане. Его межрегиональное влияние продолжалось, по крайней мере, до XVIII века.
В Обозрении российских владений за Кавказом, вышедшем в 1836 году, было указано:
Господствующий язык в Ширване есть туркоманский, употребляемый в Адербийджане (Азербайджане — прим.) и называемый у нас обыкновенно татарским… Язык этот, называемый в Закавказье турки, то есть турецким… отличается большой приятностью, музыкальностью и если присоединить к этому легкость изучения его, то не удивительным покажется, что он там в таком же употреблении, как в Европе французский».
По свидетельству А. А. Бестужева-Марлинского в рассказе «Красное покрывало»: «Татарский язык закавказского края отличается от турецкого, и с ним, как с французским в Европе, можно пройти из конца в конец всю Азию». Подобную мысль высказал учёный-экономист А. Фон-Гакстаузен, путешествовавший по Кавказу в 1843—1844 годах. Он писал: «Это язык сообщения, торговли и взаимного разумения между народами на юге Кавказа. В этом отношении его можно сравнить с французским в Европе. В особенности же он язык поэзии». В Энциклопедическом словаре Брокгауза и Ефрона, издававшегося в конце XIX — начале XX веков, сказано: «простота и доступность сделали это наречие международным языком для всего восточного Закавказья».
Будучи в Тифлисе, Лермонтов принялся учить азербайджанский язык. В 1837 году в своём письме С. А. Раевскому он писал: «Начал учиться по-татарски, язык, который здесь, и вообще в Азии, необходим, как французский в Европе, — да жаль, теперь не доучусь, а впоследствии могло бы пригодиться…».

### Иран
Начиная с XIV века азербайджанский язык был лингва-франка населения северо-западного Ирана. В период правления Сефевидов, Афшаридов, Каджаров, он был языком двора. Азербайджанский язык был распространён в крупных городах Тебриз, Казвин, Исфахан. На азербайджанском языке говорила армия Сефевидского государства, состоящая из кызылбашей, которые привели к беспрецедентному престижу этого разговорного языка. Азербайджанский язык был распространён среди всех классов во всём Иране. Адам Олеарий писал, что персы активно изучали его. Азербайджанский являлся языком миссионеров «государственного шиизма». Иранцы обучали своих детей азербайджанскому языку. Французский миссионер Сансон, проживший в Сефевидской империи с 1684 по 1695 год, констатировал, что иранцы регулярно взывали к духовной силе шаха, используя такие выражения на азербайджанском, как «qorban olim, din imanum padshah, bachunha dunim» (qurban olum din-imanım padşah, başına dönüm). Немецкий тюрколог Герхард Дерфер противопоставляет азербайджаноязычному двору Сефевидского государства двор Империи Великих Моголов в Индии, где, несмотря на тюркское происхождение династии, двор говорил на персидском языке. Немецкий путешественник Кемпфер в 1685 году отмечал, что «для перса с хоть каким-либо именем считается почти постыдным не знать тюркского, и в то время как он (персидский язык) пользуется уважением за рубежом, в своей собственной стране знать презирает его».

### Дагестан
На протяжении веков азербайджанский язык служил лингва франка (языком межнационального общения) в южном Дагестане, где он получил заметное распространение ещё в XVI—XVII веках. Натуралист, статистик и этнограф второй половины XIX века Н. К. Зейдлиц отмечал у жителей это части Дагестана наличие общеразговорного азербайджанского языка. В одном из источников за 1836 год сказано, что в Дербенте местные мусульмане разговаривают на татарском (то есть азербайджанском) и татском языках, но азербайджанский «в большом употреблении не только между мусульманами, но даже между армянами и евреями».
В Самурском округе Дагестанской области азербайджанский язык широко распространился в XVIII—XIX веках; в качестве языка межнационального общения он употреблялся в Самурской долине. Его распространение в долине зафиксировал кавказовед XIX века П. К. Услар, специально изучавший языки народов Кавказа.
До XIX века азербайджанский наряду с кумыкским и аварским языками служил также лингва-франка в предгорном и низменном Дагестане. Побывавший в конце XIX века в Дагестане К. Ф. Ган подтверждал «факт, что почти во всём Дагестане тюрко-татарский язык считается, так сказать, интернациональным». Вместе с тем, у него есть сообщение о неодинаковой степени владения азербайджанским среди различных народов Дагестана: «Что касается тюрко-татарского языка, которым владел мой спутник… то он нам оказал большие услуги в Самурском округе, в Кази-Кумухе его понимали менее, а аварцам он уже был совсем чужд». Ботаник и энтомолог А. К. Беккер, посетив Южный Дагестан, оставил следующее:
Тюрко-азербейджанское наречие вытесняет всё более и более татское наречие; оно проникло к горцам, которые охотно изучают его как необходимое для сношений с жителями Дербента и смежных закавказских мусульманских провинций; на этом же наречии объясняются между собой зачастую и горцы, говорящие хотя сродными, но непонятными им с первого раза языками.
Для жителей даргинских селений Кирки и Варсит он был вторым языком после родного кайтагского, при этом они нередко даже отдавали своих детей на 3-4 месяца в азербайджанские семьи для обучения языку.
26 сентября 1861 года в селении Ахты была открыта первая в Самурском округе светская школа для обучения русскому и азербайджанскому языкам. На азербайджанском языке шли первые пьесы зародившегося в начале XX века лезгинского национального театра (первая пьеса на лезгинском была поставлена лишь в 1914 году). В 1923—1928 годах азербайджанский являлся также единственным официальным языком преподавания в дагестанских школах.
Во время переписи 1926 года часть Кюринского, Самурского и Кайтаго-Табасаранского округов заполняли личные листки тюркские (то есть азербайджанские), в то время как на остальной части Дагестана перепись проводилась на русском языке.
На азербайджанском выходил первый в Дагестане культурно-просветительский и литературно-художественный журнал «Маариф йолу». В 1932 году в рутульском селении Рутул начала выходить газета на азербайджанском языке «Гызыл чобан» («Красный чобан»).
Посредством азербайджанского лезгинский поэт-ашуг Сулейман Стальский общался с лакским поэтом и писателем, литературоведом Э. Капиевым, который переводил его на русский. Э. Капиев на съезде фольклористов в 1940 году говорил: «Сулейман диктовал и толковал мне свои стихи по-тюркски (азербайджански — прим.), в процессе того, как я для себя в записной книжке составлял подробный подстрочник и шла так называемая редакторская работа». По-азербайджански писали многие лезгинские, а также рутульские и табасаранские поэты.
К середине XX века азербайджанский продолжал оставаться языком межнационального общения в Южном Дагестане. Ещё в 1950-х годах советский этнограф Л. И. Лавров отмечал: «В Южном Дагестане почти везде вторым языком является азербайджанский». Он сообщал, что рутульцы пользуются родным языком «дома, на работе и на собраниях, но если на собраниях присутствуют люди, не знающие этого языка (лезгины, цахуры и пр.), то ораторы чаще всего говорят по-азербайджански». На нём велось делопроизводство в сельсоветах и колхозах Рутульского района. Что касается библиотек, то они в то время, преимущественно, были укомплектованы русскими книгами. Так, в библиотеке избы-читальни селения Шиназ из 1000 книг лишь 30 были на азербайджанском.
Начиная с 1938 и вплоть до 1952 года азербайджанский также служил языком школьного обучения у цахуров, пока его не сменили на русский. В рутульских школах до 1952 года преподавание также велось по-азербайджански. При поступлении в школу, дети уже владели минимальным запасом слов, позволяющих им составить несложные азербайджанские фразы. В числе причин того, что в 1938 году создание для рутульцев письменности было признано нецелесообразным, явилось, как отмечал Л. И. Лавров, «поголовное знание рутульцами такого развитого языка, как азербайджанский». Другой этнограф Г. А. Сергеева, говоря о рутульцах, констатировала: «не было смысла создавать письменность маленького народа, который хорошо знал язык соседей — азербайджанцев, уже имеющих письменность».
В рутульском с. Хнов, как сообщалось, ещё 90-95 % населения владели азербайджанским языком, на котором они разговаривали при встрече с лезгинами (сам район, где расположено селение, сплошь населён лезгинами). Особенно крепко он держался в цахурской среде. В 1952 году среди дагестанских цахур азербайджанским языком владело 88 % обследованного населения, а в 1982 году — 87,9 %. Анкетное обследование, проведённое в 1960-х годах среди арчинцев, показало, что 6 % из них знали азербайджанский.

### Закавказье
Помимо Дагестана, азербайджанский язык был также широко распространён среди народов Закавказья. Ф. Т. Марков отмечал, что ассирийцы между собой говорили на айсорском, «а в сношениях с другими национальностями пользуются татарским (то есть азербайджанским)», общепринятым в Эриванском уезде.
Его знали тушины, представители одной из этнографических групп грузин. Тушины-овцеводы арендовали у азербайджанцев земли (Ширак), на которых они вели общение как с азербайджанцами, так и с дагестанцами; между ними происходил широкий обмен товарами и продуктами. Советско-грузинский этнограф Р. Л. Харадзе, исследовавшая семейную общину грузин, писала: «... поэтому тушины с детства обучали мальчиков азербайджанскому языку, определяя их для этого обычно на год в семьи своих кунаков-азербайджанцев. Почти в каждой семейной общине тушин имелся по крайней мере один член, знающий азербайджанский язык», который назывался меене (буквально — «специалист по языку»). Такой человек помогал в установлении взаимоотношения общины с соседними народами.
В прошлом, как известно, существовала точка зрения о едином татском народе, который представлен «татами-мусульманами», «татами-христианами» (армяно-татами или татоязычными армянами) и «татами-иудеями» (горские евреи, носители одного из татских диалектов). Как татоязычные мусульмане, так и татоязычные христиане владели азербайджанским языком. Иранист Б. В. Миллер отмечал, что ещё в 1912 году армянский священник, не знающий татского языка, вынужден был произносить проповеди на азербайджанском как более понятном для «армяно-татского» населения с. Кильвар.
В ряде селений северо-западной части Азербайджана азербайджанский язык стал языком общения как с азербайджанцами, так и между аварцами и цахурами (например, в с. Юхары Чардахлар). В Илисуйском султанате, который существовал в этом крае, в качестве языка дипломатический переписки на Кавказе частично употреблялся арабский. Между тем, местное население (аварцы, цахуры, ингилойцы и азербайджанцы) было знакомо с азербайджанским. Султан Даниял-бек, который переписывался со своим русскими и дагестанскими корреспондентами по-арабски, в конфиденциальном письме к генералу Меликову писал следующее: «Если вам окажется необходимым писать к нам письмо, то пишите оное собственноручно и по-татарски, потому что письма на этом языке мы разбираем без затруднения». В связи с этим И. Ю. Крачковский и А. Н. Генко вопрошали, было ли это вызвано собственными интересами султана или интересами его корреспондента.

## Лингвистические контакты с другими языками

### Азербайджано-табасаранские
Двуязычие в ходе длительного соприкосновения двух этнических общностей приводило к тому, что азербайджанский вытеснял из общения языки соседних народов. В конце XVIII — начале XIX века вторым язык табасаранцев уже был азербайджанский, влияние которого у них усилилось в 1860-х годах. Процесс вытеснение табасаранского языка азербайджанским происходил среди южных табасаранцев, в то время как у северных табасаранцев, территориально более отдалённых от азербайджанцев, им владело только мужское население. Для табасаранцев азербайджанский служил не только языком близкого соседа, с которыми они имели экономические, семейно-бытовые связи (в том числе частые смешанные браки) и по территории которого проходил их торговый путь; посредством него они могли общаться с дербентскими азербайджанцами в торговых делах.
Свидетельства об утрате ими родного языка встречаются ещё во второй половине XIX века. Например, в 1870-х годах лингвист и этнограф Л. П. Загурский отмечал, что «табасаранцы уже забывают всё более и более свой родной язык, уступающий место азербайджанскому наречию». Об этом в тот же период писал А. К. Беккер: «тюрко-азербайджанское наречие произвело ощутимое влияние на некоторые горские языки, а табасараны, живущие поблизости к Дербенту, забывают всё более и более родную речь». В Энциклопедическом словаре Брокгауза и Ефрона, издававшегося в 1890—1907 годах, встречаем то же самое: «вследствие близкого соседства и постоянных сношений с последними, табасаранцы усвоили себе их азербайджанское наречие и забывают понемногу свой родной язык». Более того, этот процесс продолжался и во второй половине XX века. Л. И. Лавров, побывавший в 1959 году в Табасаранском районе, сообщал: «Табасаранский язык постепенно вытесняется азербайджанским, который в районе знают почти все».
Факт владения этим языком зафиксирован немецким лингвистом и этнографом А. Дирром, исследовавшим в начале XX века дагестанские языки: «…знание татарского языка довольно сильно распространено среди табасаранцев, но не больше, чем среди других народов Восточного и Южного Дагестана, и женщины его совсем не знают». В то же время он относил табасаранский к тюрко-татарским языкам: «В языке табасаран замечается сильное стремление уравнивать между собой гласные звуки одного слова — это характерная черта тюрко-татарского языка». По его замечанию азербайджанский оказал влияние не только на лексику, но и на грамматику табасаранского языка.
В табасаранской лексике в настоящий момент много заимствований из азербайджанского языка, в том числе сложные глаголы (ишлетмиш апӀуб — «использовать», бахиш апӀуб — «подарить», къаршуламиш апӀуб — «встречать», тебрик апӀуб — «приветствовать»); под его влиянием в табасаранском языке также присутствует сингармонизм гласных.

### Азербайджано-татские
Вытеснение из обихода родного языка, аналогичное табасаранскому, развивалось и в азербайджанско-татской контактной зоне (среди татов Дагестана и Азербайджана), но уже более интенсивно. Для татов владение языком крупного по численности соседа способствовало ведению торговых операций с ним. Посредством азербайджанского языка также можно было общаться с народами Дагестана, особенно Южного, где он имел широкое хождение.
То, что азербайджанский вытеснял татский язык, упоминал ещё в XIX веке А. К. Беккер. В 1873 году Дербентский градоначальник А. В. Комаров, говоря о татских селениях Джалган, Митаги, Кемах, Зидьян, Бильгади, Гимейди и Рукель, отмечал, что «в последние годы татский язык в этих селениях начал заменяться тюрко-азербайджанским; теперь им говорят только старики и женщины». Немного позже, ещё одно свидетельство оставил антрополог К. М. Курдов: «…таты избегают говорить на своём языке… Жители с. Рукель постановили целым обществом не говорить на своём родном языке, и теперь только некоторые старики понимают по-татски, остальное же население все поголовно говорит по татарски. Такое же отрицательное отношение к родному языку наблюдается и среди жителей других татских селений».
По переписи 1926 года, среди табасаранцев и татов для себя родным языком считали азербайджанский 7,2 и 7,3 % соответственно. Во второй половине XX века ещё отмечены процессы перехода целых татских семей на азербайджанскую речь и утрату ими родного языка. Так, по наблюдению советско-российского лингвиста А. Л. Грюнберга:
В населённых пунктах, расположенных на больших дорогах, таких, как Конахкенд, Афруджа, Хизы, Рустов, Гендаб, немало людей, для которых скорее можно назвать родным азербайджанский язык, чем татский. Есть семьи, где родители говорят между собой по-татски, но к детям обращаются только по-азербайджански. Молодёжь в этих семьях либо совсем не владеет татским языком, либо владеет им плохо. Есть семьи, целиком перешедшие на азербайджанский язык, хотя их прадеды ещё говорили по-татски.

### Азербайджано-турецкие
Азербайджанский язык также повлиял на турецкий язык. Точки соприкосновения и соединения между азербайджанской и турецкой сферами находятся в Анатолии. Особенности и влияние азербайджанского начинают с Карса до линии Самсун-Сивас-Искендерун, а иногда и до Центральной Анатолии. История азербайджанского как письменного языка неразрывно связана с историей османо-турецкого. Часто тексты на так называемом староанатолийско-тюркском можно назвать староазербайджанскими. Ещё в XVII веке в Диярбакыре бытовал азербайджанский язык. Тюрколог Карл Фой, исследовавший в 1903—1904 годах азербайджанский язык, пришёл к выводу, что языком Эрзерума является не турецкий, а азербайджанский.

### С другими языками
Этноязыковые процессы происходили и на северо-западе Азербайджана. Те селения, где по преданию говорили на цахурском, во второй половине XIX века уже говорили по-азербайджански. Не обошли стороной и носители языка тати, проживающие на Северо-Западе Ирана. По замечанию иранского исследователя Джалал Ал-и Ахмада «большая часть татов стала двуязычной; азербайджанский язык, идущий от Зенджана и Марагэ, подобно урагану сметает на своём пути все встречающиеся иранские говоры и диалекты. Правда, в тех селениях, где полностью господствует азербайджанский язык, всё же терминология, связанная с исконным занятием населения — земледелием, остаётся на татском языке». Он указывает только 9 из 28 селений, входящих в район Зохра (селения Сагзабад, Ибрахимабад, Шал, Исфарварин, Хиёра, Хузинин, Такистан, Данисфан, Иштихард), где язык тати остаётся основным языком. Некоторые формы из азербайджанского также перешли в чагатайский язык.

## Письменность
На протяжении XX века письменность азербайджанского языка поменялась четыре раза. В настоящее время используется несколько вариантов письменности — на основе латиницы в Республике Азербайджан, на основе арабского письма в Иранском Азербайджане и на основе кириллицы в Дагестане.

### Арабское письмо
До 1920-х годов азербайджанцы пользовались арабским письмом. Его использовали по-разному (с дополнительными знаками или без них), но до и после революции применяли упрощённую форму арабского письма, без дополнительных знаков. Дополнительные знаки, которые использовали азербайджанцы, были характерны для тюркских языков (ڭ, گ, ۋ, ﭺ, پ, ژ). Арабское письмо не соответствовало строю азербайджанского языка. К тому же это была довольно трудная графическая система, на что обращали внимание некоторые деятели азербайджанской культуры. Например, ещё в XVI веке поэт Физули указывал на сложность арабского письма.

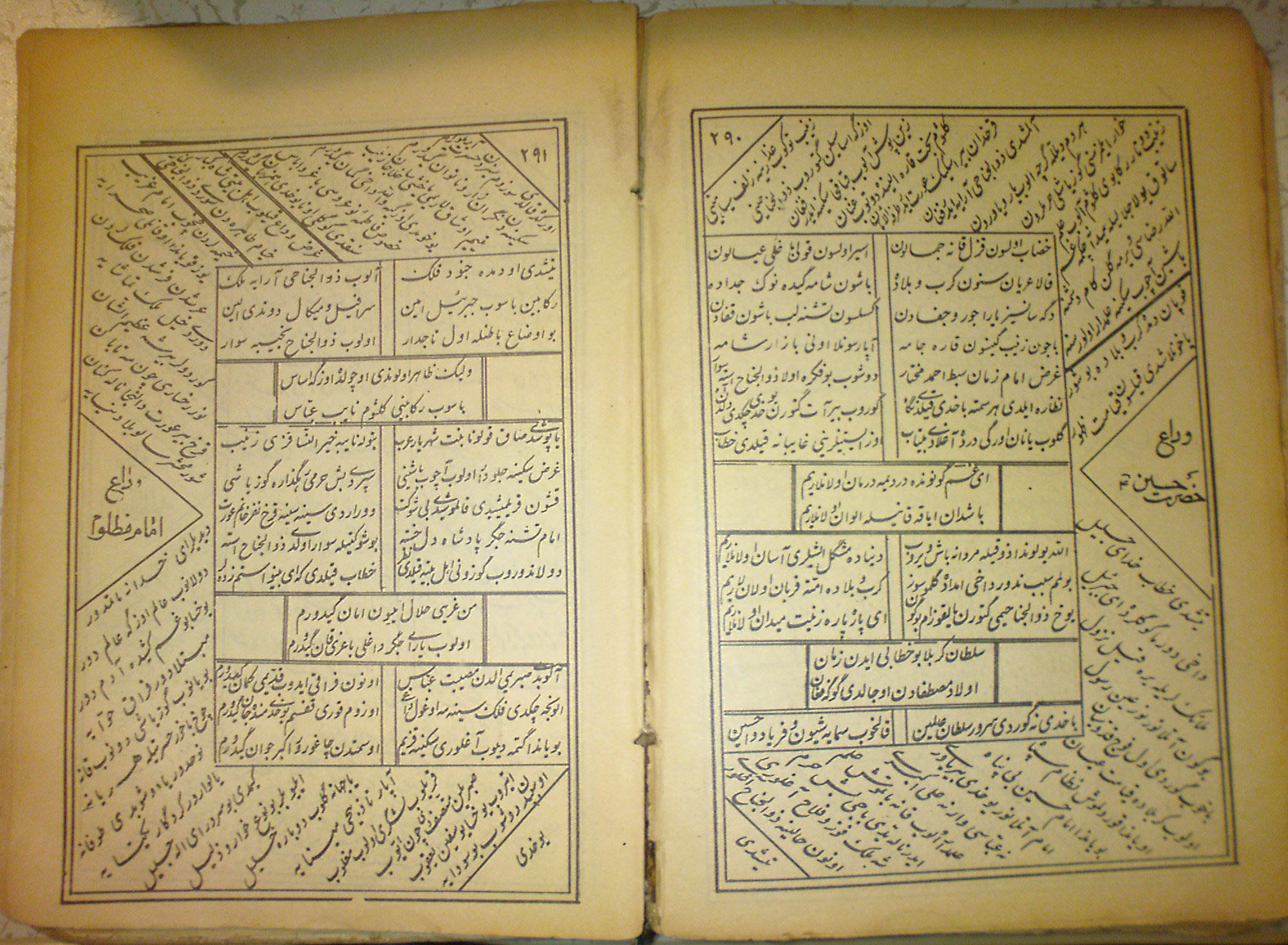
Южные азербайджанцы используют арабскую письменность. На илл. книга азербайджанского поэта Гумри Дербенди (1819—1891). Название книги — азерб. کتاب کلیات کنز المصائب — قمری دربندی مرحوم

Первым, кто выступил с проектом реформы алфавита, стал философ-материалист и писатель-драматург Мирза Фатали Ахундов. В 1857 году он составляет первый проект реформы арабского алфавита и с целью его поддержки ездит в Константинополь, где его проект отвергают. После безуспешных попыток он в 1873 году на основе латинского и русского алфавитов составил новый алфавит. Этот алфавит, включавший 42 знака, полностью заменял силлабический арабский и был приспособлен к звуковым особенностям азербайджанского языка. После него вопрос о негодности арабского алфавита и орфографии поставил Мирза Магомет Афшар, составивший первый систематический курс грамматики азербайджанского языка на тюркском языке (другие грамматики — М. Казембека и А. Везирова, были написаны по-русски). Дело же М. Ф. Ахундова по совершенствованию алфавита продолжил филолог Мамедага Шахтахтинский.
В XX веке борьба за новый алфавит приняла уже массовый характер. Вопрос о латинизации азербайджанского языка вновь поднимался в 1906 году. В то же время разворачивается борьба за упрощение правил правописания исконных и заимствованных слов. В учебнике «Икинджи Ил» (اﻳﮑﻴﻨﺠﯽ اﻳﻞ), изданном в 1907—1908 годах методистом М. Махмудбековым в сотрудничестве с ещё пятью авторами, а также в изданной в 1911 году книге «Имламыз» (اﻣﻼﻣﺰ) того же М. Махмудбекова, находят своё отражение высказывания об азербайджанской орфографии. В числе предложенных им принципов было увеличение количества харакат и отображение на письме закона сингармонизма. Различные вопросы азербайджанской орфографии находили своё место в статьях журнала Молла Насреддин.

### Латинизация

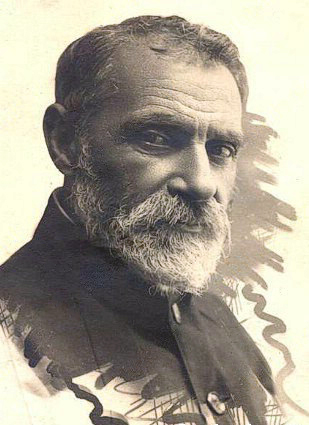
Самед Ага Агамалы оглы, возглавивший комиссию, представившую в 1922 году проект нового алфавита на основе латинской графики

Решение о переходе на латиницу предложил в XIX веке азербайджанский просветитель, поэт и писатель Мирза Фатали Ахундов. Он предложил новый вариант алфавита на основе латиницы. Как и свой предшественник, он также говорил о сложности арабской вязи, о том, что её изучение отнимает много времени, и что она является преградой для образования. Названия мест, стран, медицинские термины, переведённые с иностранных языков, не могли быть выражены правильно на арабском алфавите. Просветитель также выделял проблему несоответствия звуков азербайджанского языка арабскому письму. Он заявлял, что только новый алфавит откроет женщинам путь к образованию. Мирза Фатали Ахундов долго вёл борьбу за смену алфавита. С этой целью он посетил Османский двор. В 1863 году он направился в дом министра иностранных дел Османской империи, Али Паши в Стамбуле. Али Паша узнав его цели, сказал: «Это замечательно, десять лет назад в Стамбуле кто-то понял эту проблему и организовал совет. Но тогда работа не увенчалась успехом». 10 июля собирается научный совет под председательством главного переводчика Али паши, Мюниф паша. По итогам первого совета предложение Ахундова было поддержано участниками. Позже в августе, в Стамбуле вновь собирается научный совет, но на этот раз идея о смене алфавита отвергается. Мюниф паша заявляет, что новый алфавит будет сложным, буквы вовсе не соответствуют языку, а при смене нужно будет уничтожить всю литературу. Мирза Фатали Ахундов вернулся из Стамбула с пустыми руками. Он решил продолжить свою деятельность, распространяя новый алфавит в Каджарском государстве, через своего родственника из Тебриза, Аскерхана Ордубади. В итоге Ахундов не добился успеха, но говорил, что его книга будет распространена по всей Азии и Африке, и стамбульские чиновники вынуждены будут поменять свой алфавит.
Лишь после окончания гражданской войны в России и установления Советской власти на Кавказе и в Средней Азии, началась деятельность по замене арабского алфавита латинским. Пионером латинизации в СССР явился Азербайджан. В 1925 году в Баку был основан Всесоюзный центральный комитет нового алфавита (ВЦКНА) во главе с председателем ЦИК Азербайджанской ССР Самед Ага Агамалы оглы. На I Всесоюзном тюркологическом съезде, состоявшемся в марте 1926 года в Баку, было принято решение о поэтапной латинизации всех тюркских языков. К 1929 году арабский алфавит был заменён яналифом на основе латиницы (планировалось ещё во времена независимости АДР в 1918—1920 гг.).
| A a | B b | C c | Ç ç | D d | E e | Ə ə |
| F f | G g | Ƣ ƣ | H h | X x | I̡ ı̡ | I i |
| Ƶ ƶ | Q q | K k | L l | M m | N n | Ꞑ ꞑ |
| O o | Ɵ ɵ | P p | R r | S s | З з | T t |
| Y y | U u | V v | J j | Z z |     |     |

| A a | B ʙ | Ç ç | C c | D d | E e | Ə ə |
| F f | G g | Ƣ ƣ | H h | X x | Ь ь | I i |
| Ƶ ƶ | K k | Q q | L l | M m | N n | Ꞑ ꞑ |
| O o | Ɵ ɵ | P p | R r | S s | Ş ş | T t |
| U u | Y y | V v | J j | Z z |     |     |

### Введение кириллицы
В начале 1939 были начаты обсуждения о переводе в Азербайджанской ССР с латиницы на кириллицу (процесс кириллизации затронул все тюркские языки СССР), и 15 ноября того же года был утверждён новый алфавит и была введена кириллица. В 1947 году в алфавите были сделаны изменения и буква Цц была исключена. В 1958 году алфавит опять был реформирован, что обеспечило его большую приспособленность к нуждам азербайджанского языка. Буквы Ээ, Юю, Яя были исключены, а букву Йй заменили на Јј. Алфавит насчитывал 32 буквы и апостроф.
| А а | Б б | В в | Г г | Ғ ғ | Д д | Е е |
| Ә ә | Ж ж | З з | И и | Ј ј | К к | Ҝ ҝ |
| Л л | М м | Н н | О о | Ө ө | П п | Р р |
| С с | Т т | У у | Ү ү | Ф ф | Х х | Һ һ |
| Ч ч | Ҹ ҹ | Ш ш | Ы ы | ʼ   |     |     |

### Современная латиница
В 1991 году алфавит был переведён на латинскую основу, отличающуюся от первичного варианта 1929—39 годов, но приближенную к орфографическим нормам турецкого языка. Процесс начинался с занятий в школах по обучению новому латинскому алфавиту, затем латиница стала употребляться на телевидении (заставки телеканала AzTV были переведены на латиницу уже в 1994 году). До конца века в прессе разрешалось использование и кириллицы, и латиницы. Процесс полного перехода на латиницу был завершён в 2001 году. По указу президента Азербайджана «О совершенствовании применения государственного языка» с 1 августа 2001 года любое печатное издание, включая газеты и журналы, а также документация в госучреждениях и частных фирмах должны были писаться только латиницей. Современный азербайджанский латинский алфавит насчитывает 32 буквы.
| A a | B b | C c | Ç ç | D d | E e | Ə ə |
| F f | G g | Ğ ğ | H h | X x | I ı | İ i |
| J j | K k | Q q | L l | M m | N n | O o |
| Ö ö | P p | R r | S s | Ş ş | T t | U u |
| Ü ü | V v | Y y | Z z |     |     |     |

## Лингвистическая характеристика

### Фонетика
В азербайджанском языке 9 гласных и 23 согласных фонемы.
Согласные фонемы следующие (в квадртаных скобках — фонемы в МФА, в угловых — буквы кириллицы и латиницы):
|                       | Губные      | Губные      | Зубные          | Зубные          | Постальв.    | Постальв.    | Палат.      | Палат.      | Велярные    | Велярные    | Глоттал.    | Глоттал. |
| --------------------- | ----------- | ----------- | --------------- | --------------- | ------------ | ------------ | ----------- | ----------- | ----------- | ----------- | ----------- | -------- |
| Носовые               | [m] ⟨м⟩ ⟨m⟩ | [m] ⟨м⟩ ⟨m⟩ | [n] ⟨н⟩ ⟨n⟩     | [n] ⟨н⟩ ⟨n⟩     |              |              |             |             |             |             |             |          |
| Взрывные              | [p] ⟨п⟩ ⟨p⟩ | [b] ⟨б⟩ ⟨b⟩ | [t] ⟨т⟩ ⟨t⟩     | [d] ⟨д⟩ ⟨d⟩     | [t͡ʃ] ⟨ч⟩ ⟨ç⟩ | [d͡ʒ] ⟨ҹ⟩ ⟨c⟩ | [c] ⟨к⟩ ⟨k⟩ | [ɟ] ⟨ҝ⟩ ⟨g⟩ | [k] ⟨к⟩ ⟨k⟩ | [ɡ] ⟨г⟩ ⟨q⟩ |             |          |
| Фрикативные           | [f] ⟨ф⟩ ⟨f⟩ | [v] ⟨в⟩ ⟨v⟩ | [s] ⟨с⟩ ⟨s⟩     | [z] ⟨з⟩ ⟨z⟩     | [ʃ] ⟨ш⟩ ⟨ş⟩  | [ʒ] ⟨ж⟩ ⟨j⟩  |             |             | [x] ⟨х⟩ ⟨x⟩ | [ɣ] ⟨ғ⟩ ⟨ğ⟩ | [h] ⟨һ⟩ ⟨h⟩ |          |
| Аппроксиманты         |             |             | [l] ⟨л⟩ ⟨l⟩     | [l] ⟨л⟩ ⟨l⟩     |              |              | [j] ⟨ј⟩ ⟨y⟩ | [j] ⟨ј⟩ ⟨y⟩ |             |             |             |          |
| Дрожащие/ Одноударные |             |             | [r]~[ɾ] ⟨р⟩ ⟨r⟩ | [r]~[ɾ] ⟨р⟩ ⟨r⟩ |              |              |             |             |             |             |             |          |

Примечания
1. [k] встречается лишь в заимствованиях из русского и европейских языков; пишется так же, как и [c] — ⟨к⟩ ⟨k⟩.
2. [x] ⟨х⟩ ⟨x⟩ может произноситься как [χ].
3. [ɣ] ⟨ғ⟩ ⟨ğ⟩ никогда не встречается в начале слов.
4. [h] ⟨һ⟩ ⟨h⟩ всегда встречается лишь в начале слов.
5. [ɟ] ⟨ҝ⟩ ⟨g⟩ редко встречается на концах слов (редкие исключения: әнҝ/əng «нижняя челюсть», чәнҝ/çəng «онемение» и др.).
6. [ɡ] ⟨г⟩ ⟨q⟩ в конце слов приближается к [x] ⟨х⟩ ⟨x⟩.
7. В большинстве диалектов [c] ⟨к⟩ ⟨k⟩ в конце слов и перед глухими согласными произносится как [ç] (чөрәк/çörək [t͡ʃøˈræç] «хлеб»; сәксән/səksən [sæçˈsæn] «восемьдесят»); между гласными — как [ʝ] (ҝөзлүк/gözlük [ɟøzˈlyç] «очки», ҝөзлүкүм/gözlüküm [ɟøzlyˈʝym] «мои очки»).

Диалектные особенности
1. [t͡ʃ] и [d͡ʒ] произносятся как [t͡s] и [d͡z] в некоторых диалектах (Тебриз, Киркук, Нахичевань, Карабах).
2. [w] существует в диалекте Киркука как аллофон [v] в арабских заимствованиях.
3. В бакинском диалекте [ov] может реализовываться как дифтонг [oʊ], а [ev] и [øv] — как [œy].
4. В западных диалектах [d͡ʒ] произносится как [ʒ].

|         | Передние    | Передние    | Задние      | Задние      |
| Неогуб. | Огуб.       | Неогуб.     | Огуб.       |             |
| ------- | ----------- | ----------- | ----------- | ----------- |
| Верхние | [i] ⟨и⟩ ⟨i⟩ | [y] ⟨ү⟩ ⟨ü⟩ | [ɯ] ⟨ы⟩ ⟨ı⟩ | [u] ⟨у⟩ ⟨u⟩ |
| Средние | [e] ⟨е⟩ ⟨e⟩ | [ø] ⟨ө⟩ ⟨ö⟩ |             | [o] ⟨о⟩ ⟨o⟩ |
| Нижние  | [æ] ⟨ә⟩ ⟨ə⟩ |             | [ɑ] ⟨а⟩ ⟨a⟩ |             |

Примечания

Диаграмма азербайджанских гласных (МФА).

1. В литературном языке отсутствуют носовые гласные и дифтонги (но есть в диалектах).
2. Гласный [ɯ] ⟨ы⟩ ⟨ı⟩ не встречается в начале слов.
3. В заимствованных словах из арабского возможны долгие гласные (на письме не обозначаются). Из-за колебаний в произношении (некоторые заимствования могут произноситься как с долгими, так и краткими) фонемный статус долгих гласных оспаривается.

Кроме вышеперечисленных фонем, в некоторых диалектах и говорах употребляются аффрикаты ц и дз, а также межзубный ∂ (как в башкирском и туркменском) и велярный смычный носовой звук н (как в немецком слове dinge).

### Морфология
В азербайджанском языке существуют следующие знаменательные части речи: существительное, прилагательное, местоимение, числительное, глагол, наречие; служебные части речи: послелоги, союзы, частицы, модальные слова; и междометия.

#### Имя существительное
Имя существительное в азербайджанском языке имеет грамматические категории числа, принадлежности, падежа и сказуемости. В то же время отсутствуют категории рода, класса и одушевлённости.
В азербайджанском языке имена существительные бывают как собственные, так и нарицательные. Последние составляют основную массу имён существительных, представляющие собой общие названия однородных предметов и соответствующих им понятий.
Помимо этого, имена существительные также бывают конкретными и отвлечёнными. Если первые обозначают предметы и явления, которые непосредственно воспринимаются органами чувств (примеры: daş — «камень», ayaq — «нога», palıd — «дуб»), то последние выражают качество, состояние, действие или определённое общее понятие (примеры: sözlük — «словарь», acizlik — «бессилие», inanış — «доверенность»).
Функциями имён существительных собственных же служат обозначение отдельных индивидуумов и единичных предметов с целью отличить их от других однородных существ, событий и предметов.

#### Падежная система
В азербайджанском языке различают 6 падежей:
- основной (adlıq hal) — предназначен для выражения субъекта, неопределённого объекта или атрибута;
- родительный (yiyəlik hal) — выражает принадлежность и определённость;
- дательно-направительный (yönlük hal) — означает направление или конечный пункт движения;
- винительный (təsirlik hal) — падеж прямого дополнения при переходном глаголе;
- местный (yerlik hal) — служит для выражения местонахождения или местопребывания предмета;
- исходный (çıxışlıq hal) — обозначает предмет, от которого направлено движение.

В различные периоды истории в учебниках по грамматике азербайджанского языка указывалось различное количество падежей.
Так, в учебнике 1918 года под названием «Рахбари-сарф» Г. Мирзазаде указывалось 6 падежей существительного, но их названия приводились на арабском языке: мафул бех, мафул илейх и др. В учебнике «Грамер» 1934 года, написанном И. Гасановым и А. Шарифовым, приводятся семь падежей, но отдельными терминами они не обозначаются, а вместо этого нумеруются как первое склонение, второе склонение и т. д.
В книге «Грамматика», изданной без авторства в 1937 году, отмечается, что у существительного в азербайджанском языке имеются 7 падежей. Падежи здесь называются следующим образом: именительное склонение, родительное склонение, винительное склонение и т. д. В «Грамматике» А. Демирчизаде и Д. Гулиева, вышедшей в 1938 году, отмечаются шесть падежей существительного: adlıq («именительный»), yiyəlik («родительный»), yönlük («дательный»), təsirlik («винительный»), yerlik («предложный»), çıxışlıq («творительный»).
Это деление повторяется и в современных учебниках азербайджанского языка.

#### Категория залога
В азербайджанском языке существует пять залогов: основной, совместно-взаимный, возвратный, страдательный и понудительный.
Основной залог не имеет каких-либо показателей. Глаголы этого залога могут быть как переходными, так и непереходными, что, в свою очередь, зависит от лексического значения глагола (например, yatmaq «спать» — непереходный, а yazmaq «писать» — переходный). Посредством аффиксов -аş/-əş/-ş/-ış/-iş/-uş/-üş/ от переходных и непереходных глаголов образуются формы совместно-взаимного залога (например, dalaşmaq «драться» barışmaq «помириться»).
Формы возвратного залога образуются у переходных глаголов посредством аффиксов -ın/-in/-un/-ün/-n, -ıl/-il/-ul/-ül, -ış/-iş/-uş/-üş/-ş. Что касается страдательного залога, то он также образуется у переходных глаголов, но при помощи аффиксов -ıl/-il/-ul/-ül или ın/-in/-un/-ün. Понудительный залог, глаголы которого всегда являются переходными, образуется с помощью аффиксов -t и -dır/-dir/-dur/-dür/.

### Лексика
В азербайджанском языке выделяются три лексических пласта: исконно азербайджанские слова, арабские и персидские заимствования, а также заимствования из русского языка. По предположению ряда учёных, азербайджанский язык в своей лексике сохранил также следы мидийского и древнеалбанского языков. Другие исследователи, наоборот, отмечают, что азербайджанский язык не сохранил каких-либо признаков культурного влияния албанозязычного населения.
Основной лексический фонд азербайджанского языка составляют исконно азербайджанские слова, многие из которых имеют материальные соответствия в родственных тюркских языках. К таковым относятся слова, обозначающие родственные отношения, названия животных, частей тела и органов, имена числительные, прилагательные, личные местоимения, глаголы и т. п.
В Средние века в книжный азербайджанский язык вошло значительное количество слов арабского происхождения. Профессор арабского языка и литературы Каирского университета Хани ас-Сиси, выступая в 2009 году в Азербайджанской дипломатической академии на тему «Арабские корни азербайджанского языка», отметил, что в азербайджанском языке более 10 тыс. слов с арабскими корнями, причём сегодня в азербайджанском языке сохранились умершие арабские слова и выражения, которые уже не используются самими арабами. Арабские слова охватывают как бытовую, так и терминологическую лексику, а наличие иранизмов объясняется существовавшими в течение длительного времени азербайджано-персидскими взаимоотношениями. Вместе с тем наряду с арабо-персидскими словами в языке часто выступают их синонимы — слова азербайджанского происхождения, по кругу своего употребления, превосходящие первые: к примеру, ölçü «мера» (азерб.) — мигjас (араб.), incə «тонкий» (азерб.) — назик (перс.).
Имеется заметное влияние армянской лексики. Эти заимствования касались главным образом сельского хозяйства, различных ремесел и религии. Факт отражает в себе процесс перехода пришлого населения к оседлому образу жизни. К числу заимствований из армянского языка относятся такие слова, как, например, kotan «плуг», pətək «улей», xaçʿ «крест», çap «калибр» и др. Армянское влияние на тюркских переселенцев на начальных этапах оккупации Армении и Малой Азии ранее наблюдалась учёными при анализе некоторых мусульманских документов из Анатолии XIII века. И. Дорфман-Лазарев предполагает, что на Южном Кавказе первые такие контакты имели место в гетерогенной курдской среде городов на Куре (с конца X века и некоторый период после сельджукского завоевания 1075 года, на низменной части владении Шеддедидов Гянджи, курды являлись преобладающим населением.)

## Современное состояние
Азербайджанский язык является государственным языком Азербайджанской Республики и одним из официальных языков Республики Дагестан (Россия).
18 июня 2001 года президент Азербайджана Гейдар Алиев подписал Указ «О совершенствовании применения государственного языка», согласно которому, с 1 августа 2001 года повсеместно осуществлялся переход азербайджанского алфавита на латинскую графику. Указом его же, от 9 августа 2001 года, был учреждён «День азербайджанского алфавита и языка». Согласно этому Указу ежегодно 1 августа отмечается в Азербайджане как День азербайджанского алфавита и азербайджанского языка.

### Комментарии
1. ↑  В тюркских языках присутствует нейотированный звук Ü, который используется в корне слов турецкий и тюркский. В связи с этим тюркское слово Türk dili переводилось и может переводится в других языках по-разному. По-русски, например, оно может быть переведено как «турецкий язык», так и как «тюркский язык».
2. ↑  В тюркских языках присутствует нейотированный звук Ü, который используется в корне слов турецкий и тюркский. В связи с этим тюркское слово Türk dili переводилось и может переводится в других языках по-разному. По-русски, например, оно может быть переведено как турецкий язык, так и тюркский язык.
3. ↑  Перепись 1926 года фиксировала азербайджанцев как «тюрок». На тот момент азербайджанский язык именовали «тюркским языком»

### Книги
- Lars Johanson, Éva Ágnes Csató Johanson. The Turkic Languages. — 1998. — P. 473.
- Мамедли А. Соловьева Л. Т. Азербайджанцы. — М.: Наука, 2017. — 708 с.

### Статьи
- Сергеева Г. А. Межэтнические связи народов Дагестана во второй половине XIX-XX вв. (этноязыковые аспекты) // Кавказский этнографический сборник. — Изд-во Академии наук СССР, 1989. — Т. 9. — С. 112.
- Будагова З. И., Исмаилова Г. Г. Орфография азербайджанского языка // Орфография тюркских литературных языков СССР. — М.: Наука, 1973.
- Ширалиев М. Ш. Азербайджанский язык // Языки мира: Тюркские языки. — М., 1996.
- Ширалиев М. Ш. Азербайджанский язык // Языки Российской Федерации и соседних государств. — М.: Наука, 2001. — Т. I.
- Shahin Mustafayev. Ethnolinguistic Processes in the Turkic Milieu of Anatolia and Azerbaijan (14th–15th Centuries) // Contemporary Research in Turkology and Eurasian Studies (A Festschrift in Honor of Professor Tasin Gemil on the Occasion of his 70th Birthday). — Presa Universitară Clujeană, 2013.

### Монографии
- Асланов А. М. Азербайджанский язык в орбите языкового взаимодействия (Социально-лингвистическое исследование). — Баку: Элм, 1989. — С. 71—72. — ISBN 5-8066-0213-3.
- Будагова З. Азербайджанский язык (краткий очерк). — Баку: Элм, 1982.
- Гасанлы Дж. П. Хрущёвская «оттепель» и национальный вопрос в Азербайджане (1954-1959). — Флинта, 2009. — С. 140—141.
- Гасанов М. Р. Очерки истории Табасарана. — Махачкала: Дагучпедгиз, 1994. — С. 28.
- Грамматика азербайджанского языка (фонетика, морфология и синтаксис). — Баку: Элм, 1971.
- Кононов А. Н. История изучения тюркских языков в России: Дооктябрьский период. — Л.: Наука, 1982. — 344 с.
- Сумбатзаде А. С. Азербайджанцы, этногенез и формирование народа. — "Элм", 1990. — 304 с. — ISBN 5-8066-0177-3.
- Щербак А. М. Введение в сравнительное изучение тюркских языков. — СПб.: Наука, 1994.
- Audrey L. Altstadt. The Politics of Culture in Soviet Azerbaijan, 1920–40. — Routledge, 2016. — ISBN 978-1-315-62990-2.